# Geschichte der Stadt Erfurt
Die Geschichte Erfurts wurde von seiner Bedeutung als mittelalterlicher Handelsplatz geprägt. Bereits als frühgermanische Siedlung entstanden, hatte es sich durch die günstige Lage am Schnittpunkt der Handelswege (vor allem der Via Regia) eine herausragende Position im Warenhandel schaffen können. Schon kurz nach seiner Gründung entwickelte sich Erfurt zum Zentrum des Thüringer Raumes.

Wappen der Stadt Erfurt

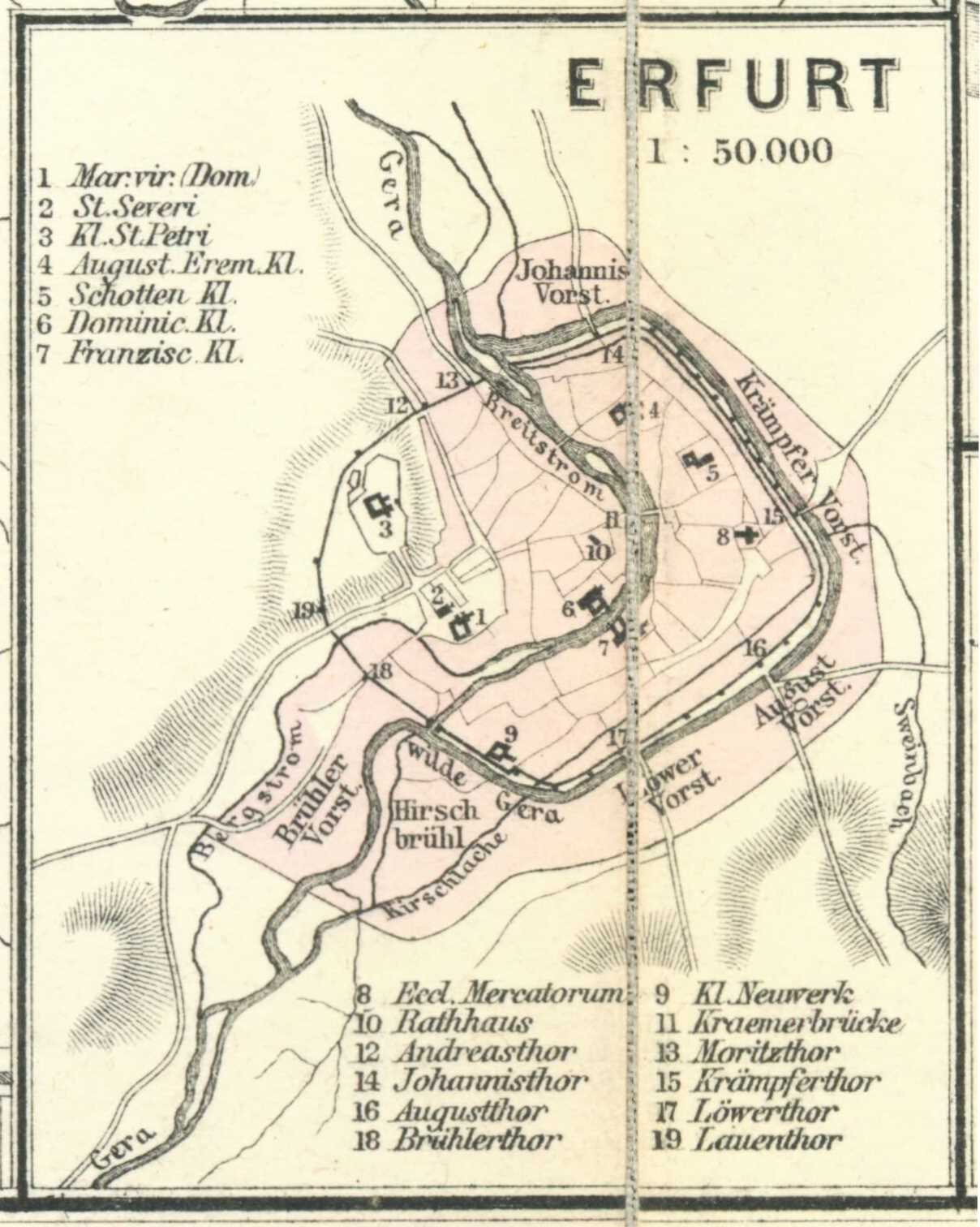
Erfurt Anfang des 13. Jahrhunderts (Karte von 1879)

## Vorgeschichte und Mittelalter: Erfurt als selbstständige Stadt

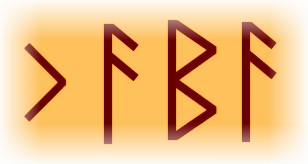
Runeninschrift kaba
(Kamm von Frienstedt)

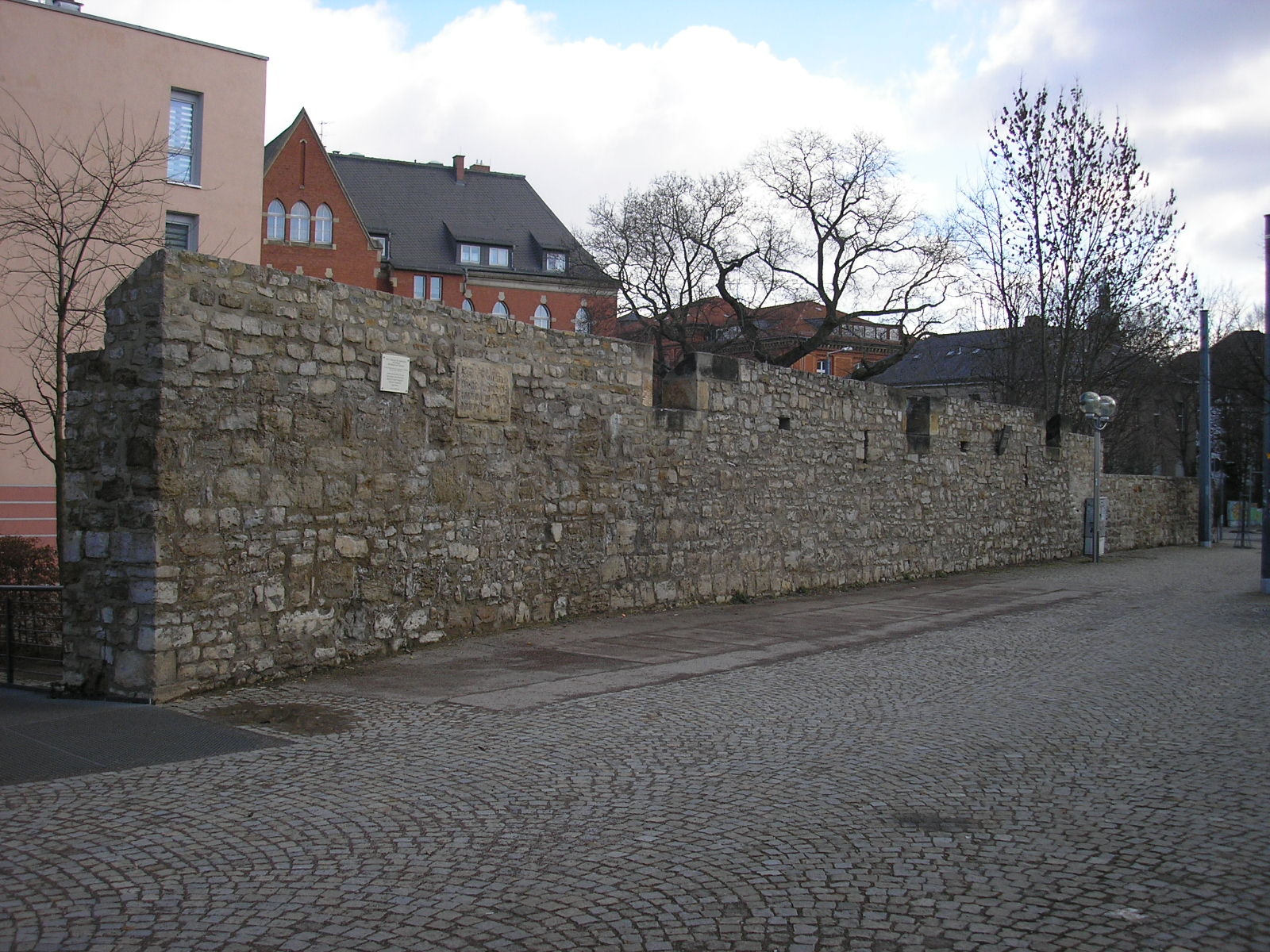
Rest der inneren Stadtmauer aus dem 11. Jahrhundert am Brühler Garten

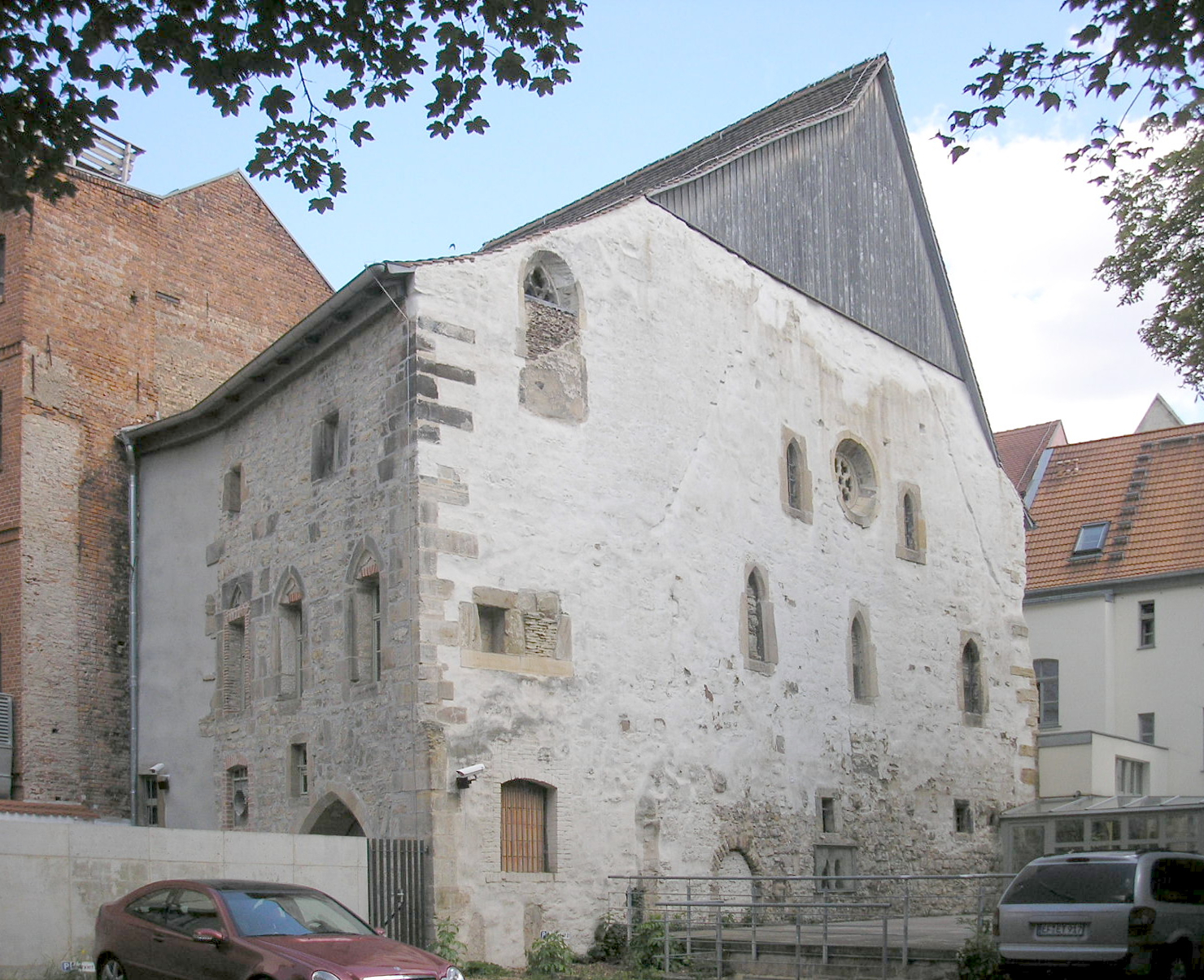
Die Alte Synagoge wurde ab 1094 errichtet und ist die älteste erhaltene Synagoge Mitteleuropas

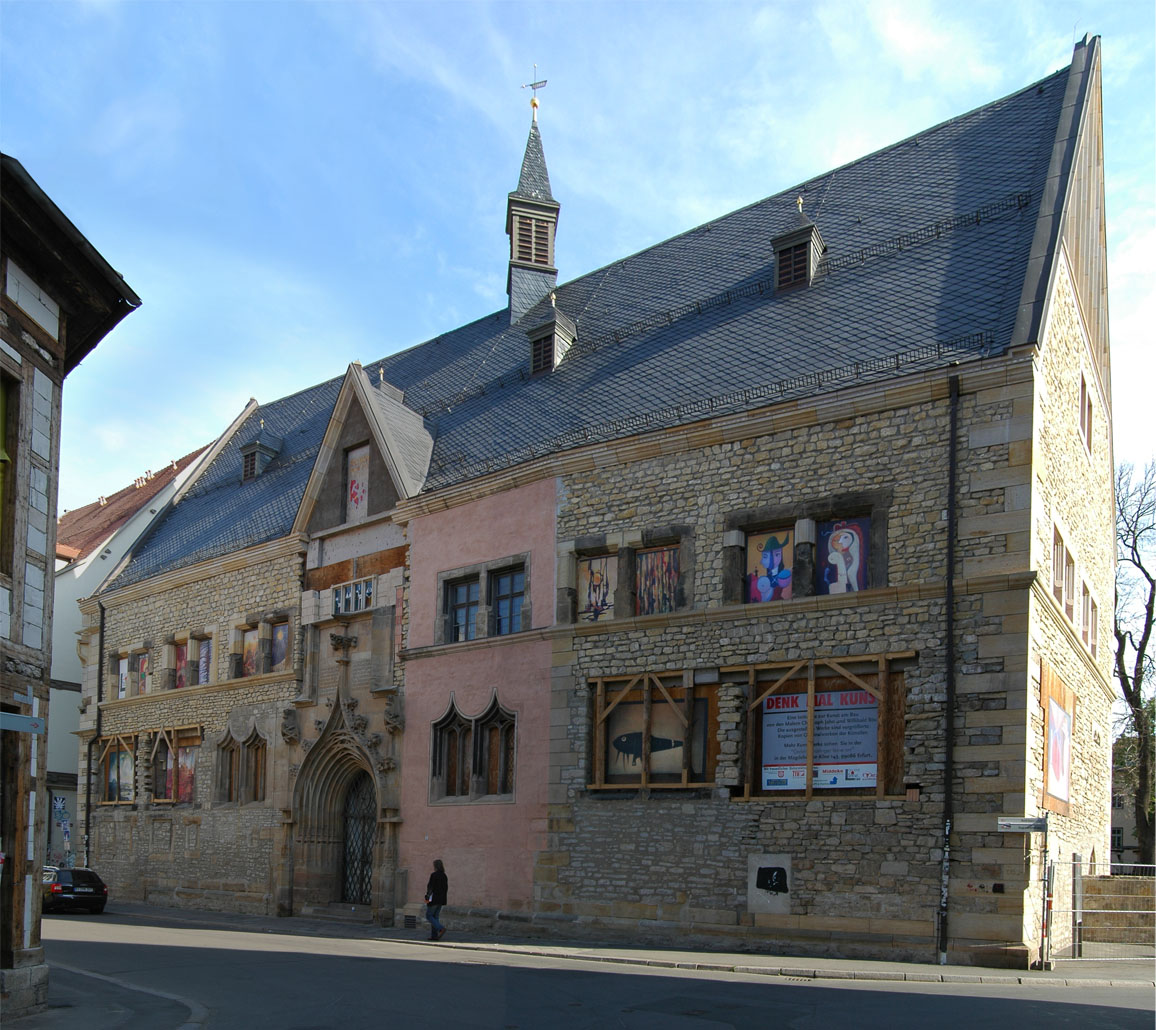
Das Collegium Maius, ehemaliger Sitz der 1392 gegründeten Universität

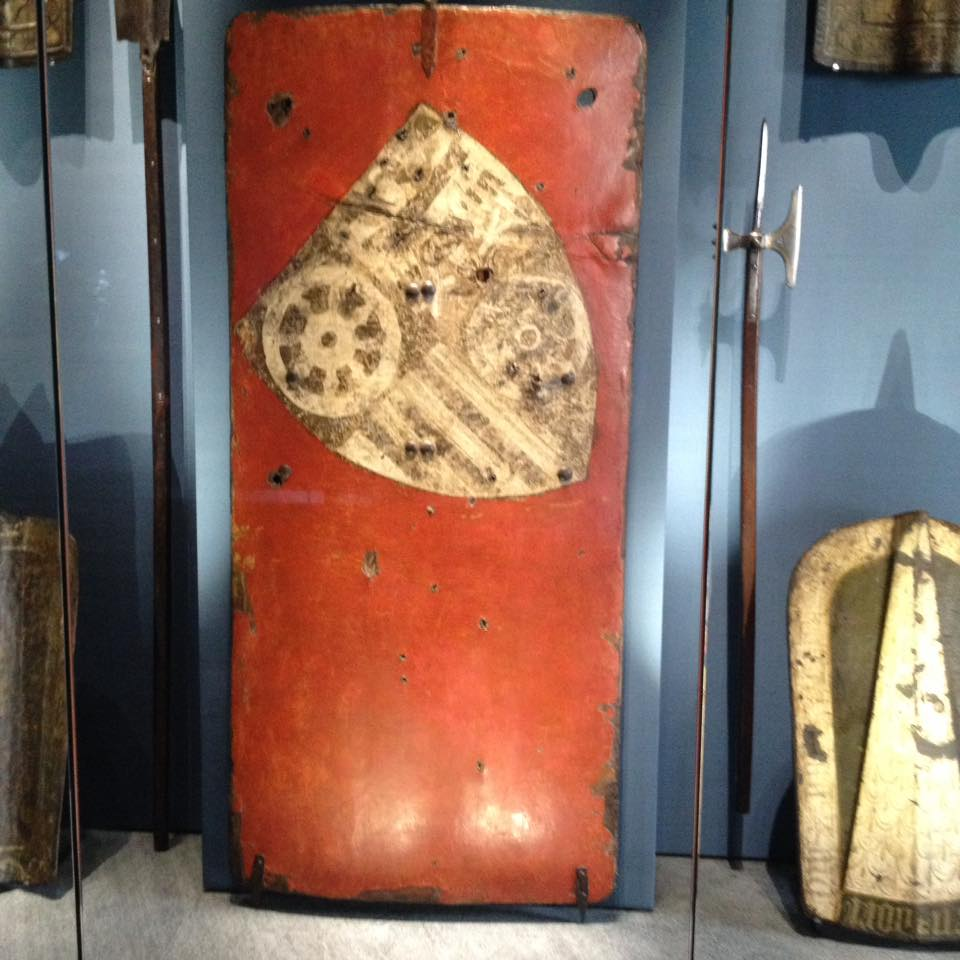
Pavese des Erfurter Rathauses von 1385. Das Wappen zeigt das damalige vierteilige Erfurter Wappen mit dem Erfurter Rad, das Wappen der 1324 eingegliederten Grafschaft Vieselbach, den Adler der Herrschaft Kapellendorf (1352) und die vier Pfähle der Herrschaft Großvargula (1385). Das Schild gelangte 1918 als Geschenk des Städtischen Museums Erfurt in die Rüstkammer des Residenzschlosses Dresden.

Spuren erster Besiedlung finden sich bereits aus vorgeschichtlicher Zeit. So zeugen archäologische Funde im Norden Erfurts von menschlichen Spuren aus der Altsteinzeit um 100.000 v. Chr.
Funde in der Grube von Erfurt-Melchendorf belegen eine Besiedlung im Neolithikum. Sie gehören der Baalberger Kultur an (4200–3100 v. Chr.), der ältesten Stufe der frühbäuerlichen Trichterbecherkultur. Hauptverbreitungsgebiet der  Baalberger Kultur war das mittlere Elbe-Saale-Gebiet, aber auch Mecklenburg-Vorpommern und Brandenburg.
Nach einer keltischen Periode besiedelten germanische Gruppen, vermutlich Hermunduren, Angeln und Warnen, die Region. Westlich von Erfurt existierte während der römischen Kaiserzeit eine Siedlung, die 2001 bis 2003 etwa zur Hälfte ausgegraben wurde (Erfurt-Frienstedt).
Zwar lassen die Überlieferungen auf die Anwesenheit der Thüringer (Thuringi) im Erfurter Gebiet gegen Ende des 5. Jahrhunderts schließen, doch konnten für den gesamten Zeitraum zwischen dem 4. und dem 10. Jahrhundert bisher keine entsprechenden archäologischen Funde im Altstadtgebiet nachgewiesen werden. Aus der römischen Kaiserzeit hingegen wurden römische Importe – knapp 200 Münzen, die bis in das 3. Jahrhundert reichen, dazu 150 römische Keramikfragmente – und mehr als 200 Fibeln entdeckt. Hinzu kommen elf Körpergräber der Haßleben-Leuna-Gruppe.
Im Jahr 2012 haben Archäologen bei der Auswertung von Ausgrabungen in einer großen germanischen Siedlung zwischen der Kernstadt und ihren Ortsteilen Frienstedt und Gottstedt die älteste Schrift Mitteldeutschlands und das älteste schriftlich festgehaltene westgermanische Wort entdeckt. Ein Kamm aus der Zeit um 300 nach Christus weist in Runen die Inschrift „Kaba“ (Kamm) auf.
Die erste urkundliche Erwähnung von Erfurt erfolgte im Jahr 742, durch Missionserzbischof Bonifatius aus Mainz mit der Bitte an Papst Zacharias um Bestätigung von „Erphesfurt“. Dieses Bistum wurde 755 mit dem von Mainz vereinigt. 805 erklärte Karl der Große Erfurt zu einem der Grenzhandelsplätze an der Grenze des Frankenreiches. Anschließend wurde eine erste, der heiligen Maria geweihte Kirche errichtet, die jedoch archäologisch nicht nachweisbar ist. Die ältesten Knochenfunde unter der Kirche konnten mit der Radiokohlenstoffmethode auf 1038 ± 44 datiert werden. Sie stammen aus einer Umbestattung und verweisen auf einen möglichen Vorgängerbau, der bisher unentdeckt blieb. Erfurt war unter den Karolingern und Ottonen eine Königspfalz; aus karolingischer Zeit stammt eine Münze Lothars I. Ab etwa 1000 traten die Erzbischöfe von Mainz auch als weltliche Herren in Erfurt auf.
In den Jahren 852, 936 und 1181 fanden wichtige Reichstage statt. So wurde zum Beispiel Ende 1181 Heinrich der Löwe durch Friedrich Barbarossa verurteilt und drei Jahre in die Verbannung geschickt. Am 26. Juli 1184 kam es bei einem Aufenthalt des römisch-deutschen Königs Heinrich VI. während einer königlichen Ratsversammlung zum Erfurter Latrinensturz, einem Gebäudeeinsturz, der eine hohe Zahl von Menschenleben forderte.
Die Stadtumwallung von 1066 gehört zu den frühesten Befestigungen in Deutschland. Im Rahmen des Investiturstreites schloss sich der Mainzer Erzbischof dem Gegenkönig Rudolf von Rheinfelden an. Infolgedessen wandte sich Heinrich IV. gegen das mainzische Erfurt. 1080 eroberten seine Truppen die Stadt und steckten sie in Brand. Im 11. und 12. Jahrhundert wurden nebeneinander königliche und mainzische Münzen geprägt.
Die Erzbischöfe ließen Erfurt durch Vizedoms verwalten, deren Amt ab Mitte des 13. Jahrhunderts für einige Generationen in der Familie Vitzthum erblich wurde. 1120 ist erstmals von den „Bürgern Erfurts“ die Rede. 1212 bildete sich im Zuge der Wirren des staufisch-welfischen Thronstreits ein erster, noch von Ministerialen geprägter Rat; eine grundlegende Ratsreform führte 1255 zur Herausbildung einer machtvollen und eigenständigen Bürgergemeinde, die nun nach und nach die Kompetenzen des erzbischöflichen Stadtherren an sich zog und zunehmend als Herrschaftsträger in die Region eingriff. Die daraus resultierenden Auseinandersetzungen zwischen Rat und Mainzer Erzbischof erreichten 1279 einen Kulminationspunkt. Erzbischöfliche Amtsträger wurden misshandelt und aus der Stadt verjagt. Der Erzbischof antwortete mit dem Bann. Das verhängte Interdikt lastete zweieinhalb Jahre auf der Stadt.
1289/90 hielt Rudolf von Habsburg Hof im Erfurter Peterskloster, die Stadt wurde für zehn Monate zum Mittelpunkt der Reichsverwaltung. Auf dem Erfurter Reichstag standen die Regelung der Thronfolge im Hinblick auf die Nachfolge seines Sohnes Albrecht und die Maßnahmen zur Wiederherstellung der Reichsrechte und des Landfriedens in Thüringen auf der Tagesordnung. Zur Wiederherstellung des Landfriedens in Thüringen wurden mit Hilfe der Erfurter über 60 Raubritterburgen und ummauerte Höfe gestürmt und zerstört.
In Erfurt haben sich einige herausragende Zeugnisse jüdischer Kultur des hohen Mittelalters erhalten. Dazu zählen die Alte Synagoge, deren Bau 1094 begann, womit sie heute die älteste erhaltene Synagoge Europas darstellt. Auch die benachbarte, aus dem 13. Jahrhundert stammende Mikwe zählt zu den ältesten in Europa. 1998 wurde bei Ausgrabungen in der Michaelisstraße ein jüdischer Schatz gefunden, dessen Inhalt zu den bedeutendsten Zeugnissen jüdisch-mittelalterlicher Kultur in Europa zählt. Mit einem Pestpogrom im Jahr 1349 nahm die erste jüdische Gemeinde Erfurts ein jähes Ende. Dennoch wurden ab 1354 wieder Juden in Erfurt ansässig, darunter etliche wohlhabende Familien. Die zweite jüdische Gemeinde entwickelte sich zeitweise zu einer der größten ihrer Zeit. 1453/54 kündigte der Rat der Stadt den Schutz der Juden und erzwang ihre endgültige Abwanderung. Danach siedelten sich erst im 19. Jahrhundert wieder Juden in der Stadt an.
Mit ca. 18.000 bis 20.000 Einwohnern entwickelte sich die Stadt im 14. und 15. Jahrhundert zu einer Stadt im Range einer mittelalterlichen Großstadt, die nur von Köln, Nürnberg und Magdeburg hinsichtlich der Größe übertroffen wurde. Erfurt erreichte damit den Gipfel seiner wirtschaftlichen, politischen und geistig-kulturellen Entwicklung im Mittelalter und wurde der Mittelpunkt des Handels im mittleren Heiligen Römischen Reich. Dazu gehörte auch die bereits im 13. Jahrhundert einsetzende Entwicklung Erfurts zu einem der größten Waidmärkte des Reiches. In etwa 300 Dörfern Thüringens wurde die Waidpflanze angebaut, aus deren Blättern man ein begehrtes und gewinnbringendes Blaufärbemittel gewann und welches mit dem wirtschaftlichen Aufschwung der Stadt eng verbunden war. 1331 erhielt Erfurt das Messeprivileg von Kaiser Ludwig IV.
Erfurt war bereits im 13. Jahrhundert zu einem Bildungszentrum von weit ausstrahlender Bedeutung herangewachsen. Keine andere Stadt in Deutschland hatte in der zweiten Hälfte des 13. Jahrhunderts mehr Studenten. Im Occultus Erfordensis von 1281/1283 wird die (vermutlich fiktive) Zahl von 1000 Erfurter Scholaren angegeben. Geprägt wurde diese Zeit durch das Wirken von Meister Eckhart, der ab 1277 hier studiert hatte und ab 1292 Prior des Erfurter Dominikanerklosters und Vikar seines Ordens für Thüringen war. Er machte mit seinen Predigten und Schriften Erfurt zu einem Zentrum der theologischen Philosophie jener Zeit. In der ersten Hälfte des 14. Jahrhunderts entwickelte sich das Erfurter studium generale zur bedeutendsten Bildungsanstalt im Römisch-Deutschen Reich. Neueste Forschungen ergaben, dass schon zuvor die Universität 1379 mit ihrem Gründungsprivileg als erste und älteste Universität auf deutschem Boden gegründet worden war. Die bisherige Datierung auf 1392 war dem Umstand geschuldet, dass der offizielle Lehrbetrieb zu diesem Zeitpunkt aufgenommen wurde. Bei der Gründung ist zu beachten, dass es sich hierbei um eine nicht-fürstliche, sondern bürgerliche, und somit durch den Rat der Stadt gegründete Universität handelte.

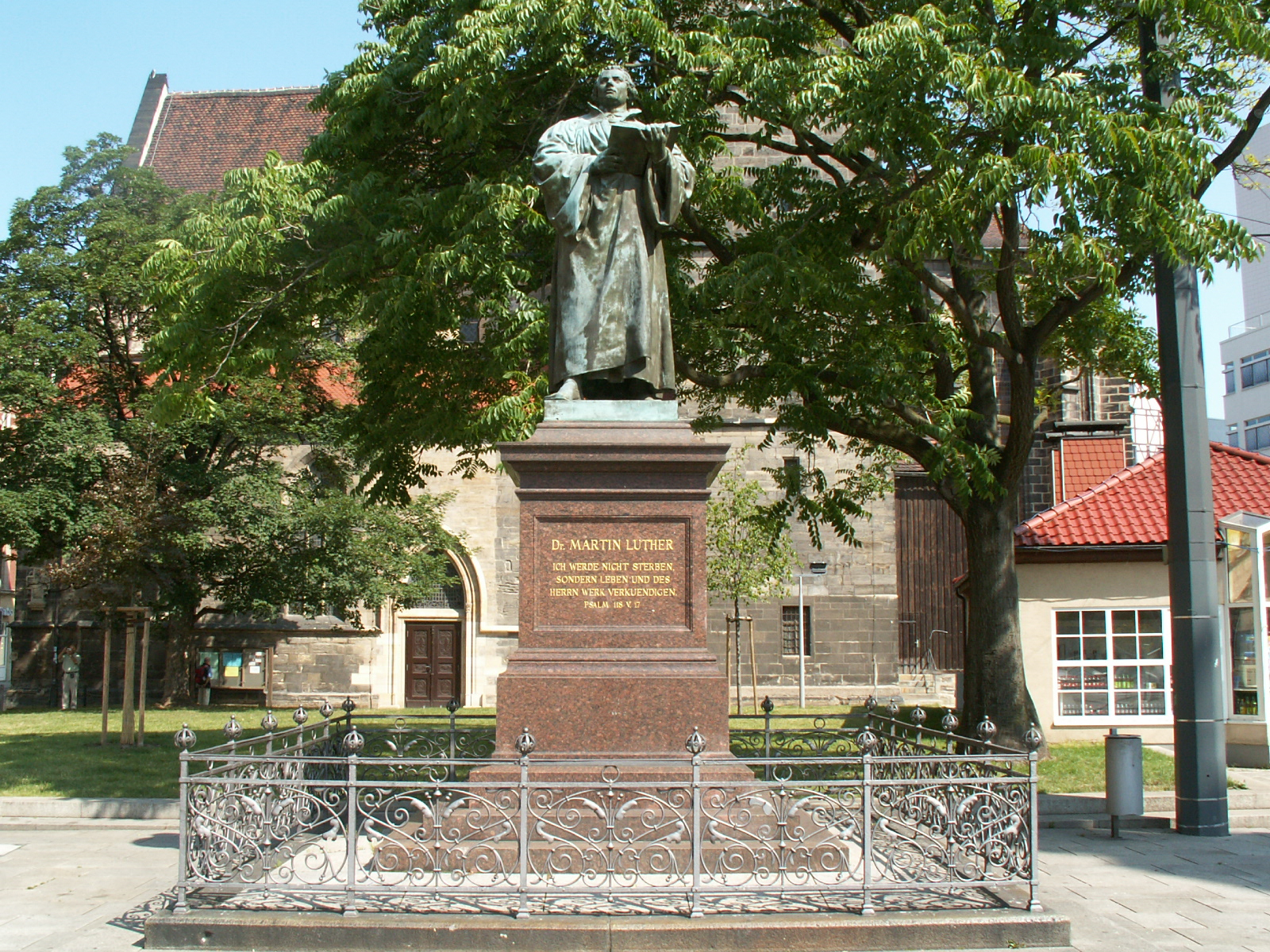
Martin-Luther-Denkmal

Einer der bekanntesten Absolventen der Universität Erfurt war Martin Luther, der hier von 1501 bis 1505 studierte und seinen Magister der philosophischen Fakultät erhielt. Ebenfalls in der Umgebung Erfurts kam ihm die stürmische Erleuchtung. In der Nähe von Stotternheim (etwa zehn Kilometer nördlich des Erfurter Zentrums) wurde Luther 1505 bei einem schweren Unwetter beinahe vom Blitz getroffen und legte der Legende nach sein „Stotternheimer Gelübde“ („Heilige Anna, ich will Mönch werden“) ab. Sein Leben widmete er fortan der Kirche und trat dem Augustinerorden als Mönch bei. Bis 1511 lebte und predigte Luther im Augustinerkloster. In den Reformationskriegen litt die Universität sehr. In dieser Zeit war das Stadtbild durch die Türme von 25 Pfarrkirchen, 15 Klöstern und Stiften und zehn Kapellen geprägt.

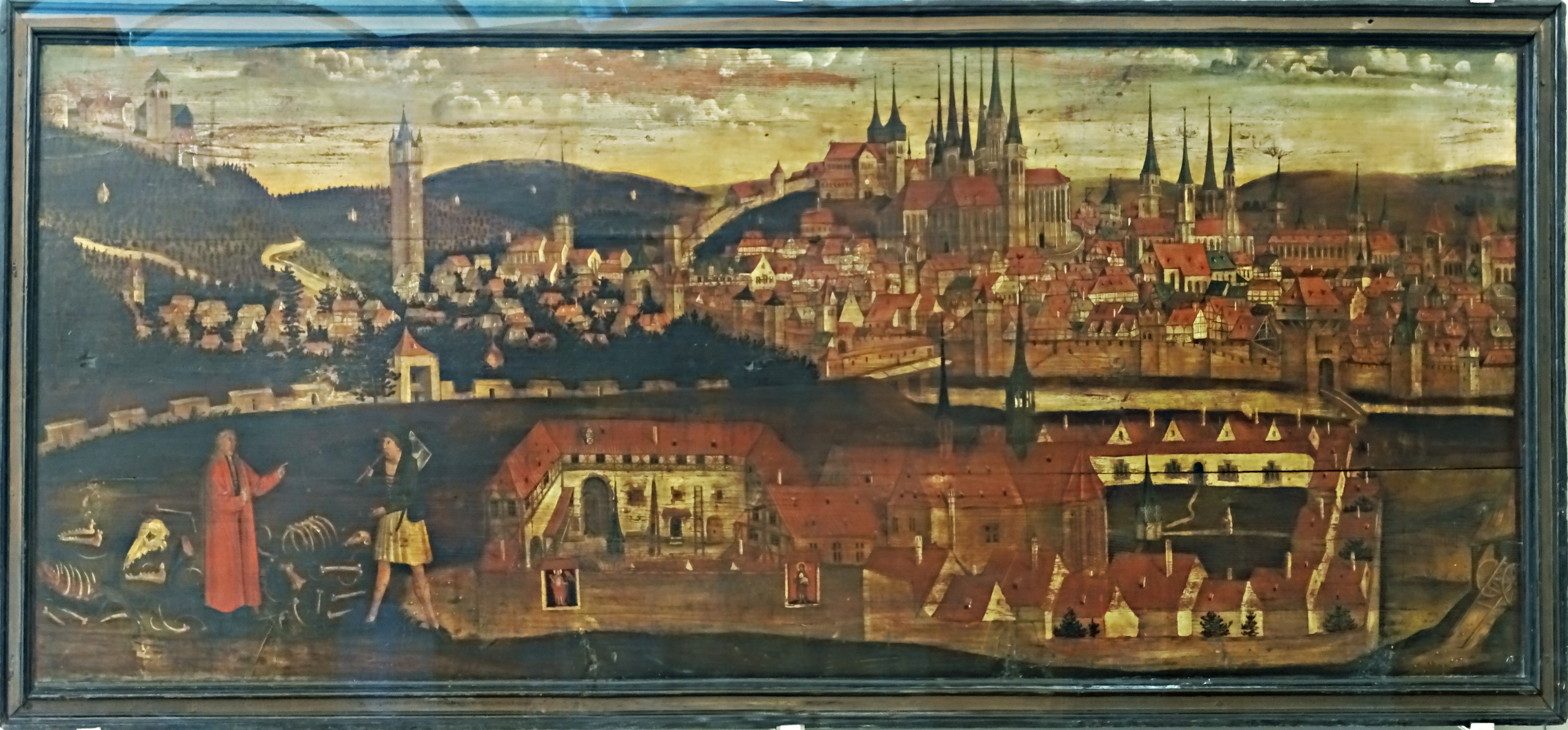
Erfurter Ansicht um 1525

Zahlreiche Auseinandersetzungen gab es mit den sächsischen Landesherren angrenzender Gebiete, die die Stadt mehrmals erfolglos belagerten. Doch sperrten die Sachsen jeweils die Straßen, so dass der Handel abgeschnitten war. Deshalb musste Erfurt 1483 einen Schutzvertrag abschließen und jährlich 1500 Gulden bezahlen. 1509 und 1510 erhob sich das Volk gegen die Verschwendungssucht des Rates und gegen den Übermut einiger Universitäts-Doktoren, die innerstädtische Revolte wurde als Das tolle Jahr von Erfurt bekannt und wurde für Luther, der nach seiner Rückkehr noch unbeteiligter Zeuge dieser Ereignisse wurde, zum Lehrbeispiel für die wahren Ursachen der entfesselten Gewalt der erzürnten Bevölkerungsschichten.
In der Reformationszeit wandte sich die Stadt dem evangelischen Bekenntnis zu. Der Rat zu Erfurt unterzeichnete die lutherische Konkordienformel von 1577. Dies führt zu ständigen Auseinandersetzungen. Am 21. April 1618 kommt es zu einem Vertrag zwischen dem Mainzer Erzbischof Johann Schweikhard von Cronberg und der Stadt Erfurt, der die schon früher zugestandene Religionsfreiheit bestätigt und sie ausdrücklich auf das Erfurter Landgebiet erweitert. Zur rechtlichen Stellung der Stadt wird festgelegt, dass sie Eigentum des Erzstifts Mainz sei und auf jegliche Reichsstandschaft verzichte.
Erfurt (mit den Ortsteilen Hochheim, Hochstedt, Mittelhausen, Möbisburg und Töttelstädt) war 1526–1705 von Hexenverfolgung betroffen. 16 Menschen gerieten in Hexenprozesse, sieben Frauen wurden hingerichtet, eine starb im Kerker.
Der Dreißigjährige Krieg schädigt die Stadt schwer. Erfurt wird von 1632 bis 1635 und von 1637 bis 1650 von den Schweden besetzt. Der Westfälische Friede bringt der Stadt nicht die erhoffte Reichsfreiheit. Im Ergebnis des 1648 ausgehandelten Westfälischen Friedens bekam der Kurfürst von Mainz erneut seine territorialen Rechte an Erfurt bestätigt. Dadurch werden wieder jahrelange Auseinandersetzungen ausgelöst.

## Die Zeit der kurmainzischen Dominanz

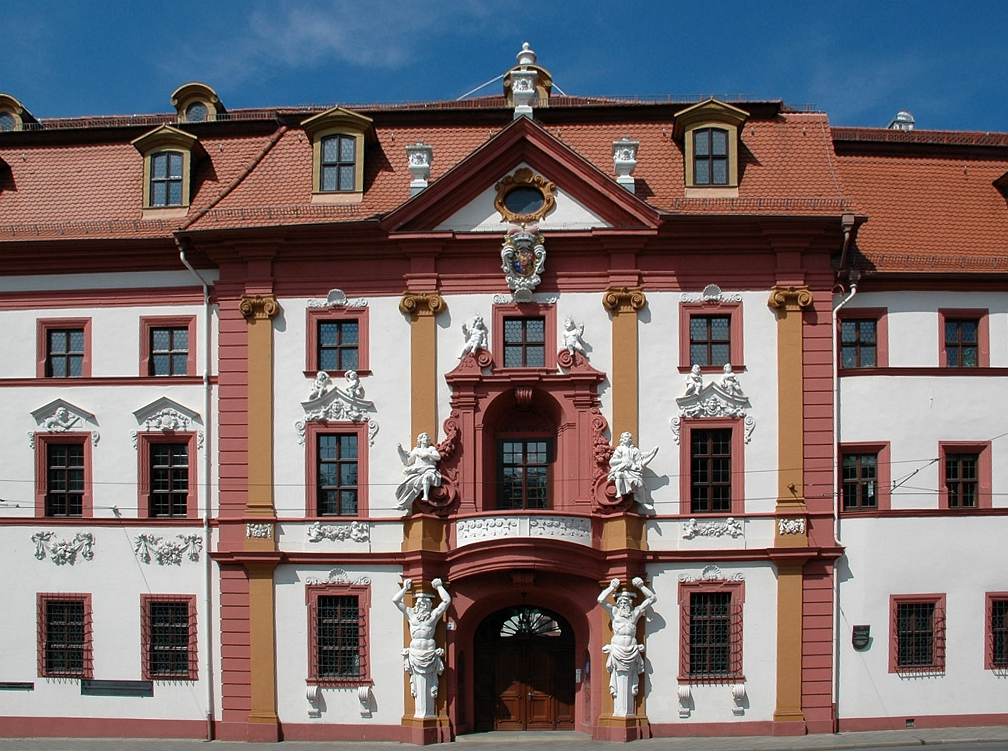
Kurmainzische Statthalterei, heute Thüringer Staatskanzlei

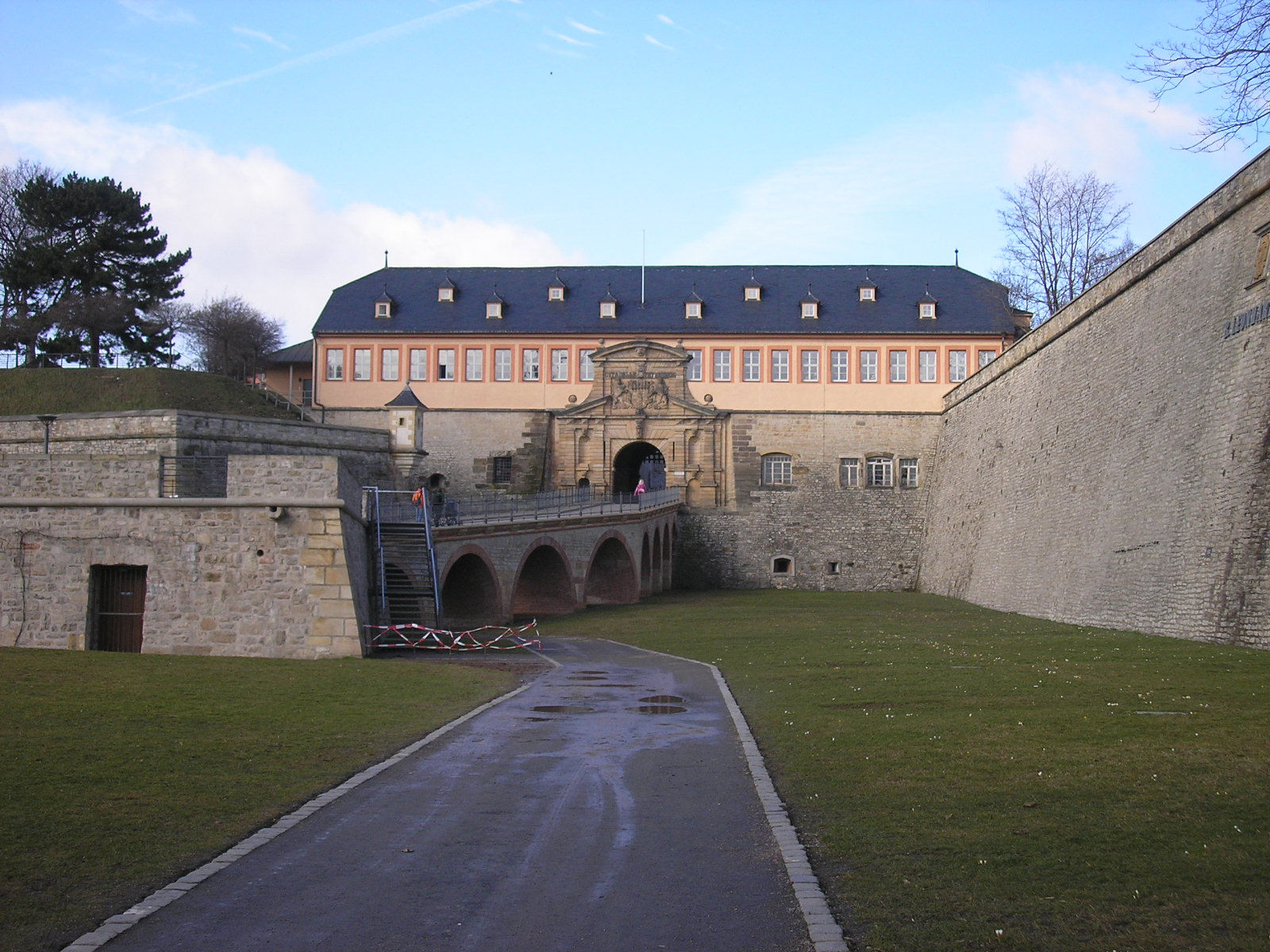
Im 17. Jahrhundert entstand die Zitadelle Petersberg

Karte von Erfurt (um 1730)

1664 eroberten französische und Reichsexekutionstruppen des Mainzer Kurfürsten und Erzbischofs Johann Philipp von Schönborn Erfurt, was zur Wiederherstellung der kurmainzerischen Herrschaft über die Stadt führte. Erfurt wurde nun als Hauptstadt des Erfurter Staats zusammen mit dem Eichsfeld von einem Mainzer Statthalter regiert, der seinen Sitz in der Kurmainzischen Statthalterei (heutige Staatskanzlei) hatte. 1682 und 1683 erlebte Erfurt die schlimmsten Pestjahre seiner Geschichte, allein 1683 erlag über die Hälfte der Erfurter Bevölkerung der tödlichen Krankheit. Am 21. Oktober 1736 zerstörte eine Feuersbrunst 188 Häuser in der Gegend zwischen Erfurter Dom, Rathaus und Predigerkirche. Höhe- und Endpunkt der kurmainzischen Epoche bildete die Amtszeit des Statthalters Karl Theodor von Dalberg 1772–1802.
1802 kamen Stadt- und Landgebiet Erfurt gemäß dem preußisch-französischen Vertrag als Entschädigung zu Preußen. Nach der Niederlage der Preußen in der Schlacht bei Jena und Auerstedt kapitulierte die Stadt am 16. Oktober 1806. Am 17. Oktober wurde die Stadt kampflos durch die Truppen Napoleons besetzt. Dieser erklärte 1807 Erfurt zusammen mit Blankenhain als Fürstentum Erfurt zu einer kaiserlichen Domäne, die nicht Teil des Rheinbunds war, sondern direkt dem Kaiser unterstand.
1808 empfing Napoléon Zar Alexander I. und die Fürsten des Rheinbundes im Kaiserlichen Palast (Kurmainzische Statthalterei) zum Erfurter Fürstenkongress (auch Erfurter Kongress), in dessen Folge es zu einem Bündnisvertrag zwischen Frankreich und Russland kam. Napoleon nutzte die Zeit in Erfurt unter anderem, um Johann Wolfgang von Goethe kennenzulernen. Goethe wurde als Staatsminister von Herzog Carl August von Weimar als Vertreter zum Fürstenkongress geschickt. Am 2. Oktober 1808 war Goethe zur Audienz bei Napoleon geladen. Die Audienz wurde vor allem in Deutschland als die Begegnung der zwei größten Männer der Zeit gewertet – als ein Treffen des Genies auf dem Schlachtfeld und des Genius der Dichtkunst. Napoleon soll ihn mit „Voilà un homme!“ (sinngemäß „Das ist ein Mann!“) begrüßt haben. Im Anschluss an die Audienz verlieh Napoleon das Kreuz der Ehrenlegion an Goethe.

## Erfurt als Teil Preußens

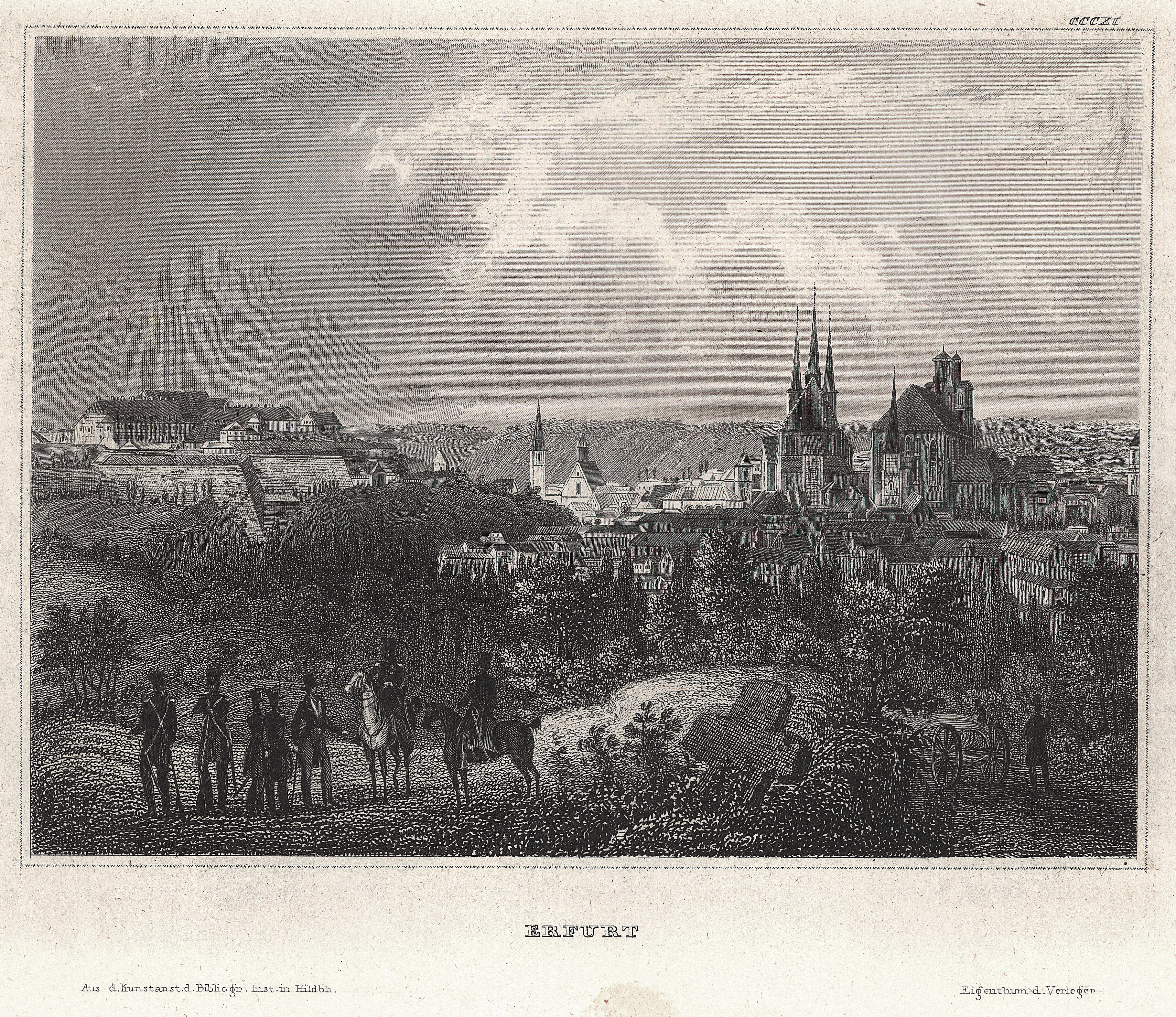
Blick auf Erfurt um 1840

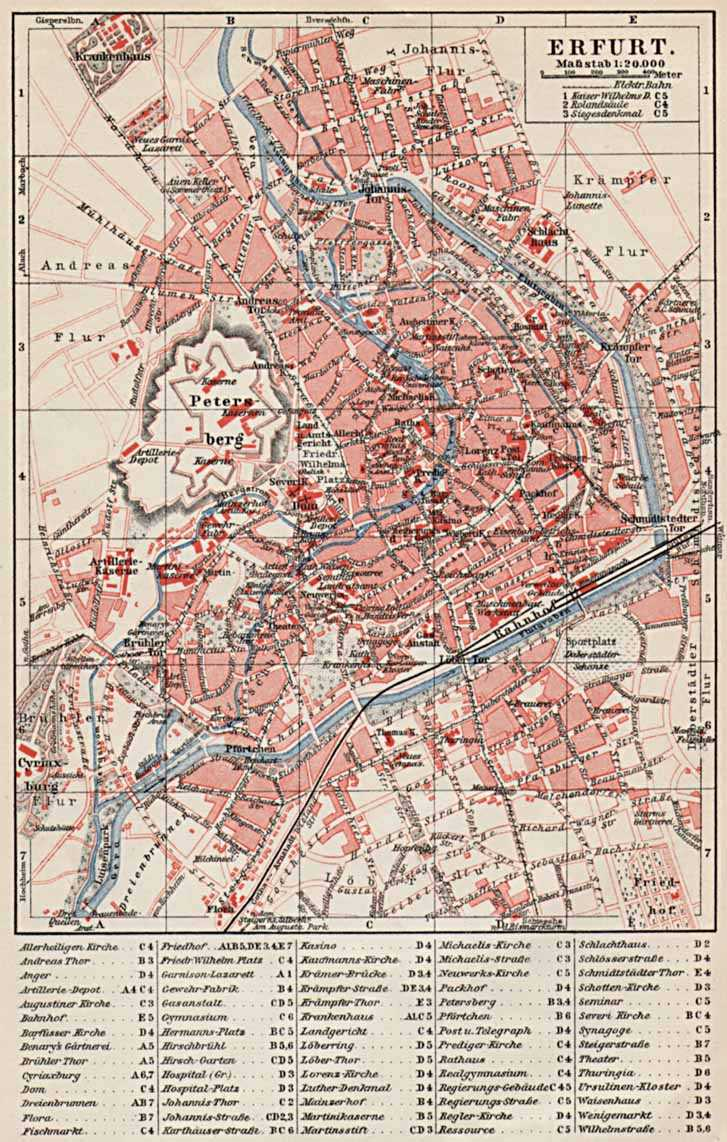
Stadtplan von Erfurt um 1900

1814 endete nach erfolgreicher Belagerung durch preußische, österreichische und russische Truppen die französische Besetzung. Erfurt fiel 1815 gemäß der Entscheidung des Wiener Kongresses an Preußen zurück, welches den größten Teil des Erfurter Landgebietes und das Blankenhainer Gebiet an Sachsen-Weimar-Eisenach abtrat. 1816 wurde die Universität Erfurt geschlossen. Im gleichen Jahr wurde Erfurt Stadtkreis (kreisfreie Stadt) und Sitz der preußischen Bezirksregierung (Regierungsbezirk Erfurt), welche dem Oberpräsidenten der preußischen Provinz Sachsen in Magdeburg unterstand. Der Stadtkreis Erfurt wurde jedoch bereits 1818 wieder mit dem Landkreis Erfurt verbunden.
1847 wurde Erfurt mit der Thüringer Bahn (Halle–Bebra) an das Eisenbahnnetz angebunden. Weitere Bahnstrecken folgten 1867 nach Arnstadt (1879 nach Ilmenau, 1884 nach Schweinfurt und 1895 nach Saalfeld verlängert), 1869 nach Nordhausen, 1876 nach Gera, 1881 nach Sangerhausen und 1897 nach Bad Langensalza.
Vom 20. März bis zum 29. April 1850 tagte das Erfurter Unionsparlament, das nach dem Scheitern der Frankfurter Nationalversammlung eine Verfassung für ein kleindeutsches Reich unter preußischer Führung erreichen wollte. Dieser Versuch scheiterte am Widerstand Österreichs.
1851 verstarb am 16. Januar Generalfeldmarschall Friedrich Carl Ferdinand Freiherr von Müffling und wurde auf dem Brühler Friedhof beigesetzt. Das kleine hallenähnliche Denkmal, in griechischem Stil ausgeführt, ist noch erhalten.
Im gleichen Jahr wurde Freiherr Carl von Oldershausen Oberbürgermeister der Stadt Erfurt.
1853 wurde die Versicherungsgesellschaft „Thuringia“ mit einem Aktienkapital von 5 Millionen Talern in Erfurt gegründet. Tochteranstalt der Gesellschaft wurde die Fortuna-Rückversicherungs-Aktiengesellschaft in Erfurt.
1856 ordnete der königlich preußische Salinenfiskus an, im Erfurter Johannesfeld ein Steinsalz-Bergwerk zu errichten. 1862 wird bei Bohrungen das erste abbauwürdige Steinsalzvorkommen erreicht und mit der Produktion begonnen. Im gleichen Jahr errichtete Christian Hagans eine Eisengießerei und Maschinenfabrik auf dem Gelände Dalbergsweg 15 und Kartäuserstraße 35/36. Nach der Produktion von landwirtschaftlichen Maschinen, Gussartikeln, Mühlen und Salinenbedarf wurde 1872 die erste Lokomotive fertiggestellt.
Die erste Erfurter Gasanstalt wurde 1857 am Kohlemarkt 45–50 in Betrieb genommen. Die alten Öllaternen werden schrittweise durch moderne Gasleuchten ersetzt.
1857 wurde der Neubau des Katholischen Krankenhauses in der Hopfengasse/Karthäuserstraße vollendet.
1859 wurde eine Errichtung einer Königlichen Kriegsschule in der Schottengasse errichtet. Sie bestand bis 1885.
1860–62 bildete sich aus dem Erfurter Turnverein eine Freiwillige Turnfeuerwehr, die 1873 durch eine schlagkräftige Rettungskompanie für Menschen und Sachen ergänzt wurde.
1861 wurde eine „Warte- und Pflegeanstalt“ für kleine Kinder in der Pergamentergasse 31 gegründet.
1862 wurde die staatseigene preußische Gewehrfabrik am Mainzerhofplatz fertiggestellt und nahm nach dreijähriger Bauzeit die Produktion auf. Der Betrieb wurde 1866 mit seinen 420 Beschäftigten das größte Fabrikunternehmen der Stadt.
1863 wurde unter dem Vorsitz des Stadtrates und Eisenbahndirektors Karl Hermann im Sitzungssaal des alten Rathauses der „Verein für die Geschichte und Altertumskunde von Erfurt“ gegründet.
1864 wurde die erste „Aktien-Badeanstalt“, gespeist durch einen Gera-Zweigarm, das „Falloch“, auf dem Friedrich-Wilhelm-Platz (Domplatz) eröffnet. Sie bestand bis 1879.
1864 gründete Julius König das erste große Fuhr- und Speditionsgeschäft in Erfurt.
1865 gründete der „Allgemeiner Deutscher Arbeiterverein“ (ADAV) einen Zweigverein in Erfurt.
1865 fand vom 9. bis 17. September die Erste Internationale Land- und Gartenbauausstellung in Erfurt statt. Ausstellungsort: „Vogels und Hellingsgarten“, das Gelände zwischen der heutigen Theater- und Lutherstraße.
1865/1866 erfolgte der Abbruch aller noch stehenden Rathausteile mit Ausnahme des Turms, über dessen Erhaltung eine jahrelange Diskussion geführt wurde, und des südlich daran anschließenden Gebäudes. Der Turm wird 1870 abgebrochen.
1866 fand am 27. Dezember die 4. Generalversammlung des „Allgemeinen Deutschen Arbeitervereins“ im Ratskeller statt.
1866 wütete in Erfurt die letzte und schwerste Choleraepidemie, der über 1000 Menschen zum Opfer fallen. Daraufhin erarbeitete der Hygieniker Max von Pettenkofer eine wissenschaftlich begründete Hygieneanalyse für die Stadt.
1867 gründete Niels Lund Chrestensen seine Kunst- und Handelsgärtnerei, welche sich zuerst ausschließlich mit der Binderei von Kränzen und Buketts beschäftigt. Durch ein von ihm erfundenes Trockenverfahren wird es möglich, neben Dauerblumen (Immortellen) auch andere Blumen zu konservieren. Durch die Anzucht landwirtschaft- licher Sämereien und Mustergetreide wird die Firma bei den Gärtnern und Landwirten in ganz Deutschland bekannt.
Am 10. September 1867 wurde das Reichart-Denkmal eingeweiht, geschaffen von dem Erfurter Bildhauer Georg Friedrich Carl Kölling, auf dem Reichart-Platz, ab 1900 Kaiserplatz (heute Karl-Marx-Platz). 1900 wird das Denkmal in die Pförtchenanlagen versetzt.
1867 schloss sich der Erfurter Zweigverein des „Allgemeinen Deutschen Arbeitervereins“ der in Eisenach gegründeten Sozialdemokratischen Arbeiterpartei an. August Bebel sprach dazu am 14. Juni im Ratskeller.
1869 wurde die Eisenbahnstrecke Erfurt – Nordhausen in Betrieb genommen. 1864 gründete Johann Georg Wolff die Erfurter Malzwerke.
Am 6. Januar 1870 wurde der Grundstein zum Bau des neugotischen Rathauses an Stelle des seit 1830 abgebrochenen mittelalterlichen Vorgängerbau gelegt.
Am 1. Januar 1872 schied die Stadt erneut aus dem Landkreis Erfurt aus und wurde kreisfrei. Ungefähr um diese Zeit begann der stückweise Abbruch der bis dahin komplett erhaltenen imposanten Wehranlagen der Stadt, einer äußeren und einer inneren Mauer sowie vorgelagerter Schanzwerke. Seit Mitte des 18. Jahrhunderts war der Zwinger, also der Raum zwischen innerer und äußerer Stadtmauer, an Privatnutzer verpachtet. 1817 beschwerten sich Bürger beim Rat und verlangten Schadenersatz, „weil die Zwinger nun nicht mehr befriedet“ seien. Die Steine der Mauern wurden für Bauzwecke ausgebrochen und der dabei anfallende Schutt in die Wilde Gera geworfen. Dadurch wurde der Wasserabfluss gehemmt und an vielen Stellen sollen Verschlammungen aufgetreten sein. Wahrscheinlich handelt es sich um Einzelfälle, denn der Festungschronist Bernhardi stellt fest, dass bis Mitte des 19. Jahrhunderts noch sämtliche Mauern standen. Erst nach Aufhebung der Festung im Jahre 1873 und der Zufüllung des Flusslaufes der Wilden Gera (heutiger Juri-Gagarin-Ring) wurden sowohl der doppelte erste als auch der äußeren Festungsring beseitigt, nachdem bereits in den Jahren von 1810 bis 1841 die inneren Tore sowie die vier steinernen Brücken und die drei Fußgängerstege über die Wilde Gera entfernt worden waren. Bis 1880 fielen alle übrigen Tore, die äußere Mauer und die Schanzwerke. Die beiden Zitadellen blieben bestehen.

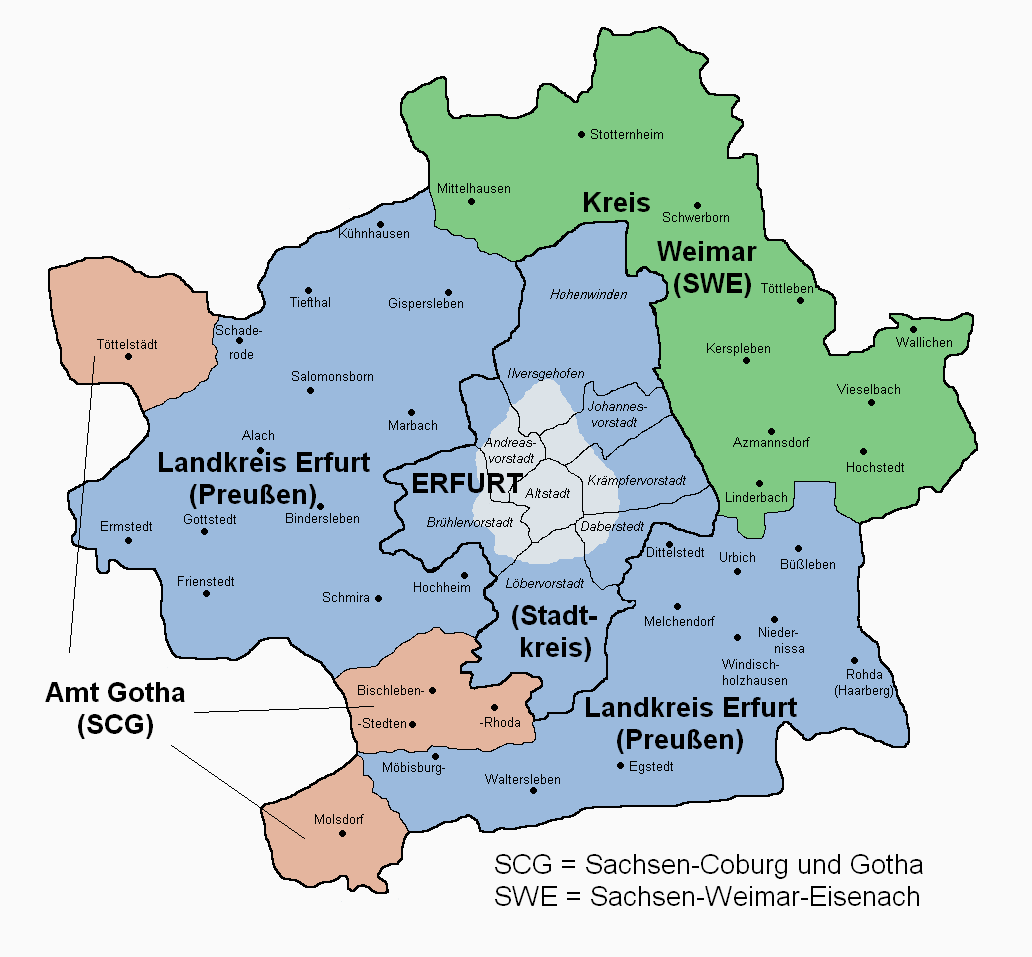
Staatszugehörigkeit des heutigen Erfurter Stadtgebietes im Jahr 1918

1888 gründete Otto Schwade die „Deutsche Automat-Dampfpumpen-Fabrik“, 1902 Hugo John eine Fabrik für Schornstein-Aufsatz und Blechwaren sowie Henry Pels die „Berlin-Erfurter Maschinenfabrik“.
Eine Gewerbezählung im Jahre 1883 ergab, dass Erfurt deutschlandweit in der Erwerbsgärtnerei an erster Stelle, in der Schuhfabrikation an fünfter Stelle und in der Konfektionsproduktion an achter Stelle stand. Im Oktober 1891 fand in Erfurt der Erfurter Parteitag der deutschen Sozialdemokraten, die sich seit 1890 Sozialdemokratische Partei Deutschlands (SPD) nannten, statt. Für Schlagzeilen sorgte im Zeitalter des Imperialismus auch der aus Erfurt stammende Konsul und Kolonialbeamte Wilhelm Knappe, dessen bedeutende Südsee-Sammlung im Museum für Thüringer Volkskunde Erfurt zu sehen ist.
1906 wurde Erfurt mit 100.000 Einwohnern Großstadt. Der Erste Weltkrieg kostete 3579 Erfurter Bürger das Leben. Als 1920 das Land Thüringen mit der Landeshauptstadt Weimar gebildet wurde, wurden die preußischen Gebiete Thüringens einschließlich Erfurts aufgrund des Widerstands der preußischen Regierung nicht miteinbezogen. Nach positiver Entwicklung in den Goldenen Zwanzigern wurde Erfurt ab 1929 massiv von der Weltwirtschaftskrise erfasst. Die Produktion ging auf weniger als die Hälfte zurück und die Arbeitslosigkeit erreichte Höchststände. Die Wahl des Antisemiten und Wochenblatt-Herausgebers („Echo Germania“) Adolf Schmalix ins Rathaus im November 1929 sorgte reichsweit für Schlagzeilen. Im Juli 1932 errang die NSDAP ein Rekord-Reichstagswahlergebnis von 42,2 Prozent.
1933 übernahm die NSDAP die Kontrolle über die Stadt; in der Feldstraße in Ilversgehofen wurde eines der ersten Konzentrationslager errichtet. In den folgenden Jahren wurde die wirtschaftliche Entwicklung durch die einsetzende Rüstungsproduktion bestimmt. Dazu entstanden auch neue Industriebetriebe, wie die Feinmechanische Werke GmbH Erfurt (FEIMA), das Telefunkenwerk und die Reparaturwerk Erfurt G.m.b.H. (REWE), welche von Josef Jacobs, einem mit dem Pour le Mérite ausgezeichneten Piloten, gegründet wurde. Daneben wurden sechs neue Kasernenanlagen und der Fliegerhorst Erfurt-Bindersleben gebaut und der Flughafen Erfurt-Nord am Roten Berg erweitert. 1938 zählte Erfurt zu den größten Garnisonen des Deutschen Reiches. In der „Reichspogromnacht“ wurde die Große Synagoge niedergebrannt und die Verschleppung der etwa 800 jüdischen Bewohner begann. Zwischen 1939 und 1945 mussten zwischen 10.000 und 15.000 Kriegsgefangene sowie Frauen und Männer aus zahlreichen von Deutschland besetzten Ländern vor allem in Rüstungsbetrieben der Stadt Zwangsarbeit leisten. An die in die Hunderte zählenden Toten erinnern Denkmale auf dem Hauptfriedhof und im Südpark. Im Jahr 1940 begann die Erfurter Firma J. A. Topf und Söhne die Zusammenarbeit mit der SS. In den folgenden Jahren lieferte das Unternehmen die Krematorien, Belüftungsanlagen und gasdichte Türen für die Konzentrationslager in Dachau, Buchenwald und Auschwitz.
Im Zweiten Weltkrieg erlebte Erfurt 17 leichtere und 10 mittelschwere Luftangriffe durch Royal Air Force und United States Army Air Forces, hauptsächlich 1944 und 1945. Dabei wurden über 1.100 Tonnen Bombenlast auf die Stadt abgeworfen. Ungefähr 1600 Menschen (Zivilisten) verloren ihr Leben. 530 Gebäude wurden total zerstört, 790 schwer und 1.750 mittelschwer beschädigt. 17 Prozent der Wohnungen wurden total zerstört und viele weitere schwer beschädigt, insbesondere auch in der historischen Altstadt. 23.000 Erfurter waren ohne Obdach. 100 Industriegebäude wurden total zerstört oder schwer beschädigt, die Infrastruktur war schwer getroffen. Wertvolle Kulturbauten gingen ganz verloren, so das Collegium maius der alten Universität, die Barfüßerkirche und die Bibliothek des Augustinerklosters. Alle Kirchen der Innenstadt trugen mehr oder weniger schwere Schäden durch Bomben oder Artilleriebeschuss davon. Die Ruine der am 26. November 1944 zerstörten Barfüßerkirche steht noch heute als Mahnmal. Die Schäden an militärischen Anlagen hielten sich in Grenzen, die zahlreichen Kasernen des Heeres blieben unversehrt. Für den 3. und 4. April 1945 war ein Flächenbombardement mit 2.740 t Bombenlast durch die RAF vorgesehen, das nur wegen des raschen Vormarsches der US-Bodentruppen in Thüringen abgesagt wurde.
Am 12. April 1945 besetzten – nach Artilleriebeschuss, Tieffliegerangriffen und Kämpfen in und bei Erfurt – Einheiten der 3. US-Armee unter Befehl des Generals George S. Patton die Stadt.

## Nach dem Zweiten Weltkrieg
Am 1. Juli 1945 stellte die preußische Bezirksregierung ihre Tätigkeit ein. Die Stadt wurde mit dem Regierungsbezirk Erfurt dem Land Thüringen zugeordnet. Am 3. Juli übernahmen schließlich Einheiten der Roten Armee aufgrund des 1. Londoner Zonenprotokolls von 1944 und der Beschlüsse der Konferenz von Jalta die Stadt, Erfurt wurde Bestandteil der sowjetischen Besatzungszone.

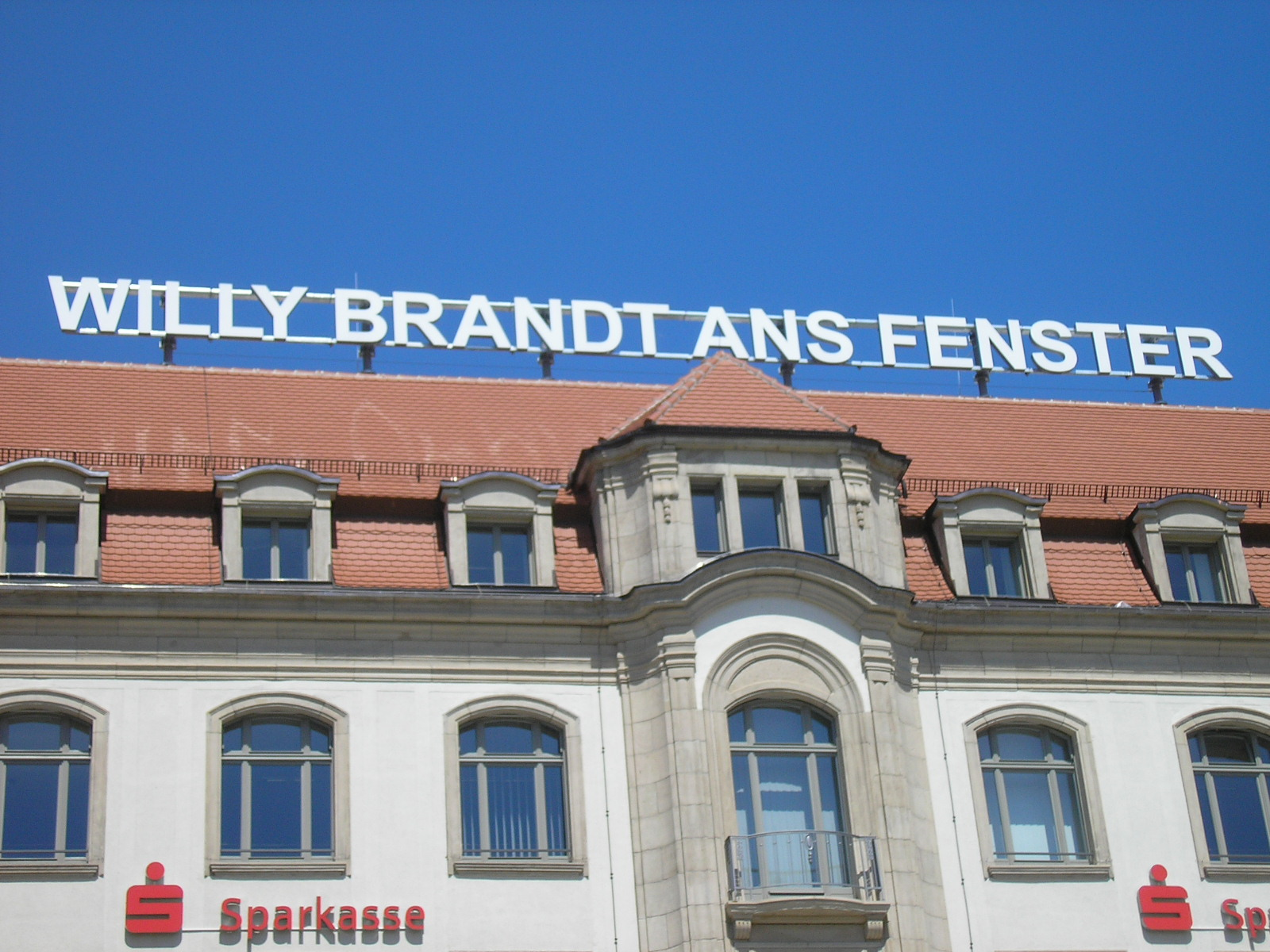
1970 fand im Erfurter Hof das erste deutsch-deutsche Gipfeltreffen zwischen Willy Brandt und Willi Stoph statt

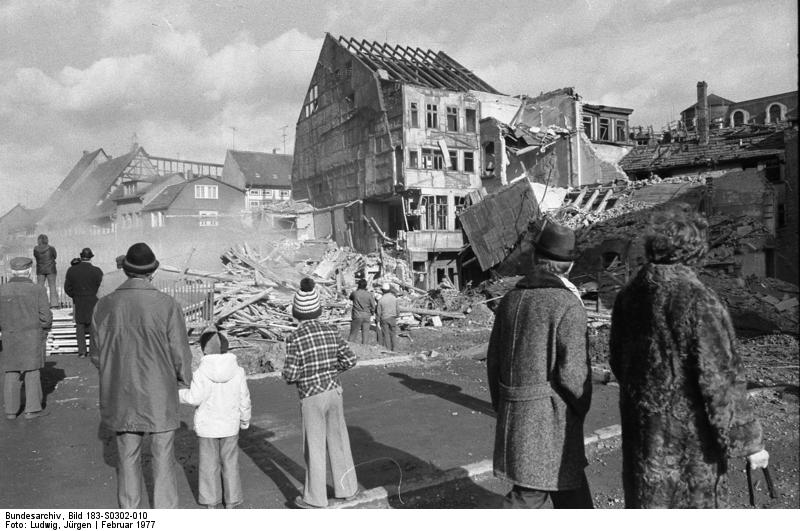
Abriss historischer Bausubstanz in der Altstadt (Neuwerkstraße), 1977

1945 begann Erfurt, sich langsam von den Folgen des Krieges zu erholen. 30.000 Kubikmeter Schutt wurden aus den Straßen geräumt, die Straßenbahn und die Gasversorgung wieder in Betrieb gesetzt und die Schulen eröffnet. Die neuen Oberbürgermeister wurden von den Besatzungsmächten ernannt. Bei den ersten Kommunalwahlen nach dem Krieg im September 1946 wurde die LDP stärkste Partei und stellte mit Paul Hach den Oberbürgermeister. Dieser wurde jedoch unter Sabotage-Vorwurf kurz danach inhaftiert und abgesetzt.
1948 wurde Erfurt durch den Thüringer Landtag zur thüringischen Landeshauptstadt ernannt, bevor im Jahr 1952 das Land Thüringen aufgelöst und in drei Bezirke eingeteilt wurde, wobei Erfurt Sitz des Bezirks Erfurt wurde.
Tausende Erfurter, besonders aus dem Bildungs- und Besitzbürgertum, verließen in der Zeit von SBZ und DDR die Stadt und ließen sich in Westdeutschland nieder. Von 1960 bis 1992 gab es eine Vereinigung Heimattreue Erfurter, die über regelmäßige Treffen – meist in ihrer Patenstadt Mainz – und den Erfurter Heimatbrief miteinander verbunden war.
Ende der 1960er-Jahre begann der großflächige Abriss des Krämpferviertels am östlichen Rande der Altstadt. Durch die folgende Verbreiterung des Juri-Gagarin-Rings und den Neubau von 11- bis 16-geschossigen sowie bis zu 120 Meter langen Plattenbauten wurde das bis dahin teilweise unzerstörte und durch Kirchtürme geprägte Stadtbild dauerhaft beeinträchtigt. Zusätzlich entstanden bis Ende der 1970er-Jahre am Stadtrand neue Wohngebiete mit zusammen über 17.000 Wohnungen. Auch im Bereich der Löberstraße wurden altstädtische Quartiere abgerissen und durch Großblocks ersetzt. Im Bereich der Johannesstraße orientierte man sich nach dem Abriss alter Häuser an der für die Innenstadt üblichen Gebäudehöhe von vier Etagen, weshalb sich die Plattenbauten dort etwas besser ins Stadtbild integrieren. Der Abriss des Andreasviertels konnte durch Bürgerproteste und die Wende 1989 verhindert werden.
1970 kam Bundeskanzler Willy Brandt zum ersten deutsch-deutschen Gipfeltreffen mit dem Vorsitzenden des Ministerrates und stellvertretenden DDR-Staatsratsvorsitzenden Willi Stoph nach Erfurt. Er zeigte sich unter anderem am Fenster des Hotels Erfurter Hof, das gegenüber dem Hauptbahnhof liegt. Die Menge begrüßte ihn begeistert mit „Willy, Willy“- und „Willy Brandt ans Fenster!“-Rufen.
1989 kam es auch in Erfurt zu immer größeren Demonstrationen, die schließlich den politischen Umbruch einleiteten. Am 4. Dezember 1989 wurde das Gebäude der Staatssicherheit in der Andreasstraße von Erfurter Bürgern besetzt und eine Bürgerwache eingerichtet. 1991 stimmten 49 von 88 Abgeordneten des Landtags für Erfurt als Thüringer Landeshauptstadt. Im Jahr 1994 erfolgte die Neugründung der Erfurter Universität; ebenfalls in diesem Jahr wurde das Bischöfliche Amt Erfurt-Meiningen, das seit 1973 bestand, zum Bistum Erfurt erhoben.
Das Bild der Stadt hat sich in den Jahren seit der Wende deutlich verändert. Viele Gebäude der historischen Altstadt wurden saniert, an manchen Stellen entstanden Neubauten.
Am 26. April 2002 erlangte Erfurt durch den Amoklauf im Gutenberg-Gymnasium weltweite mediale Aufmerksamkeit.
2008 erhielt die Stadt beim Bundeswettbewerb Unsere Stadt blüht auf eine Goldmedaille, und am 25. Mai 2009 erhielt die Stadt den von der Bundesregierung verliehenen Titel „Ort der Vielfalt“.
Erfurt war eine von vier Stationen (neben Berlin, der Wallfahrtskapelle Etzelsbach und Freiburg im Breisgau) des viertägigen Deutschlandbesuches von Papst Benedikt XVI. im September 2011. Am 23. September traf er sich mit Vertretern der Evangelischen Kirche in Deutschland im Augustinerkloster, einer Wirkungsstätte Martin Luthers. Einen Tag später zelebrierte er vor rund 30.000 Gläubigen eine Eucharistiefeier auf dem Domplatz.

## Verwaltungsgeschichte
Die Verwaltung der Stadt Erfurt oblag zunächst einem vom König eingesetzten Vogt und dem Bistum Mainz. Im 13. Jahrhundert entwickelte sich aus einem Ausschuss der Rat der Stadt, der 1212 erstmals genannt wird. Mitglieder des Rats waren die Ratsherren und eine unterschiedliche Anzahl von Ratsmeistern. Bis 1800 gab es mehrere Änderungen beim Rat und dem Oberhaupt der Stadt. Nach dem Übergang an Preußen wurde 1822 die preußische Städteordnung eingeführt. Danach stand an der Spitze der Stadt meist ein Oberbürgermeister. Daneben gab es auch weiterhin einen Rat. Während der Zeit des Nationalsozialismus wurde der Oberbürgermeister von der NSDAP eingesetzt und nach dem Zweiten Weltkrieg bildete die sowjetische Militäradministration den „Rat der Stadt“ beziehungsweise die Stadtverordnetenversammlung, die ebenfalls vom Volk „gewählt“ wurde. 1952 wurde das Stadtgebiet aufgrund eines Beschlusses der Stadtverordnetenversammlung in die Stadtbezirke Mitte, Süd, Ost und West (ab 1957 Mitte, Nord und Süd) eingeteilt. Diese Einteilung blieb bis 1990 bestehen.
Nach der Wiedervereinigung Deutschlands wurde das nunmehr als Stadtrat bezeichnete Gremium wieder frei gewählt. Vorsitzender dieses Gremiums war zunächst ein Präsident des Rates beziehungsweise „Ratspräsident“. Dieses Amt hatte zunächst Karl-Heinz Kindervater (CDU) inne. Der Rat wählte anfangs auch den Oberbürgermeister. Seit 1994 wird der Oberbürgermeister direkt vom Volk gewählt. Er ist heute auch Vorsitzender des Stadtrates.

## Religionen

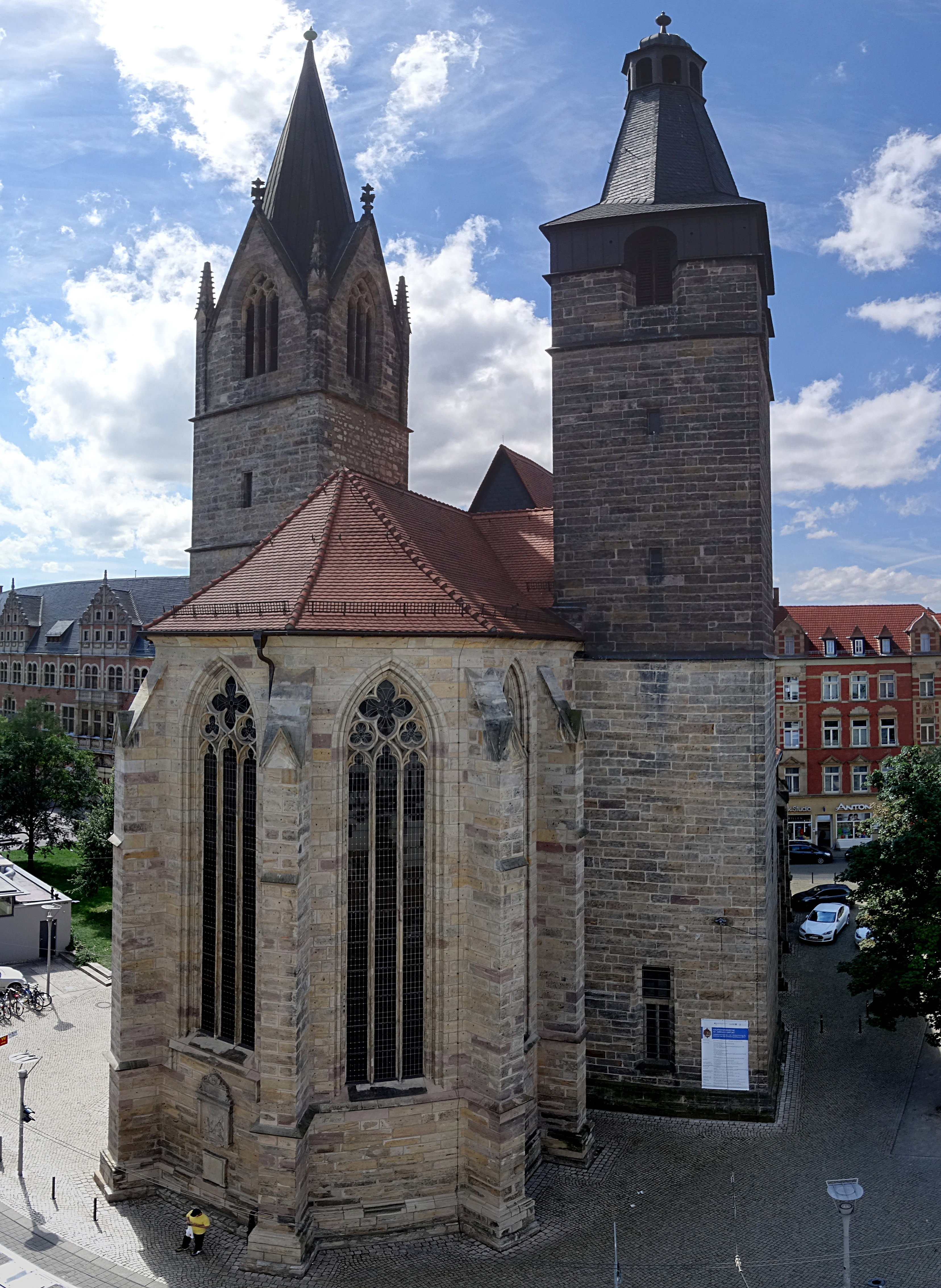
Die Kaufmannskirche ist eine evangelische Pfarrkirche am Anger in der Altstadt

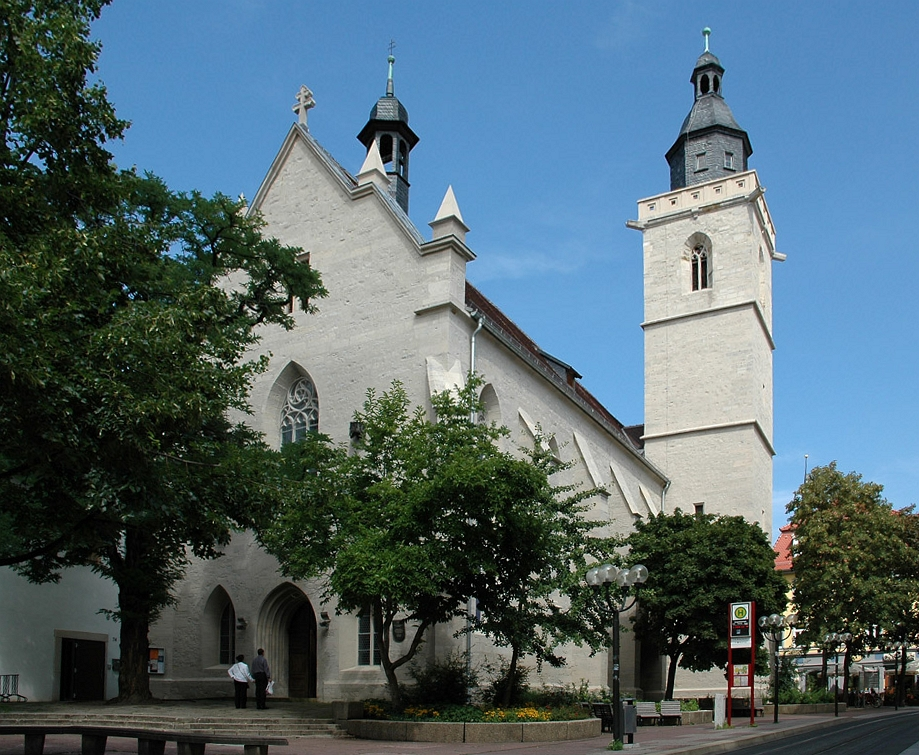
Die Wigbertikirche ist eine katholische Pfarrkirche am Anger

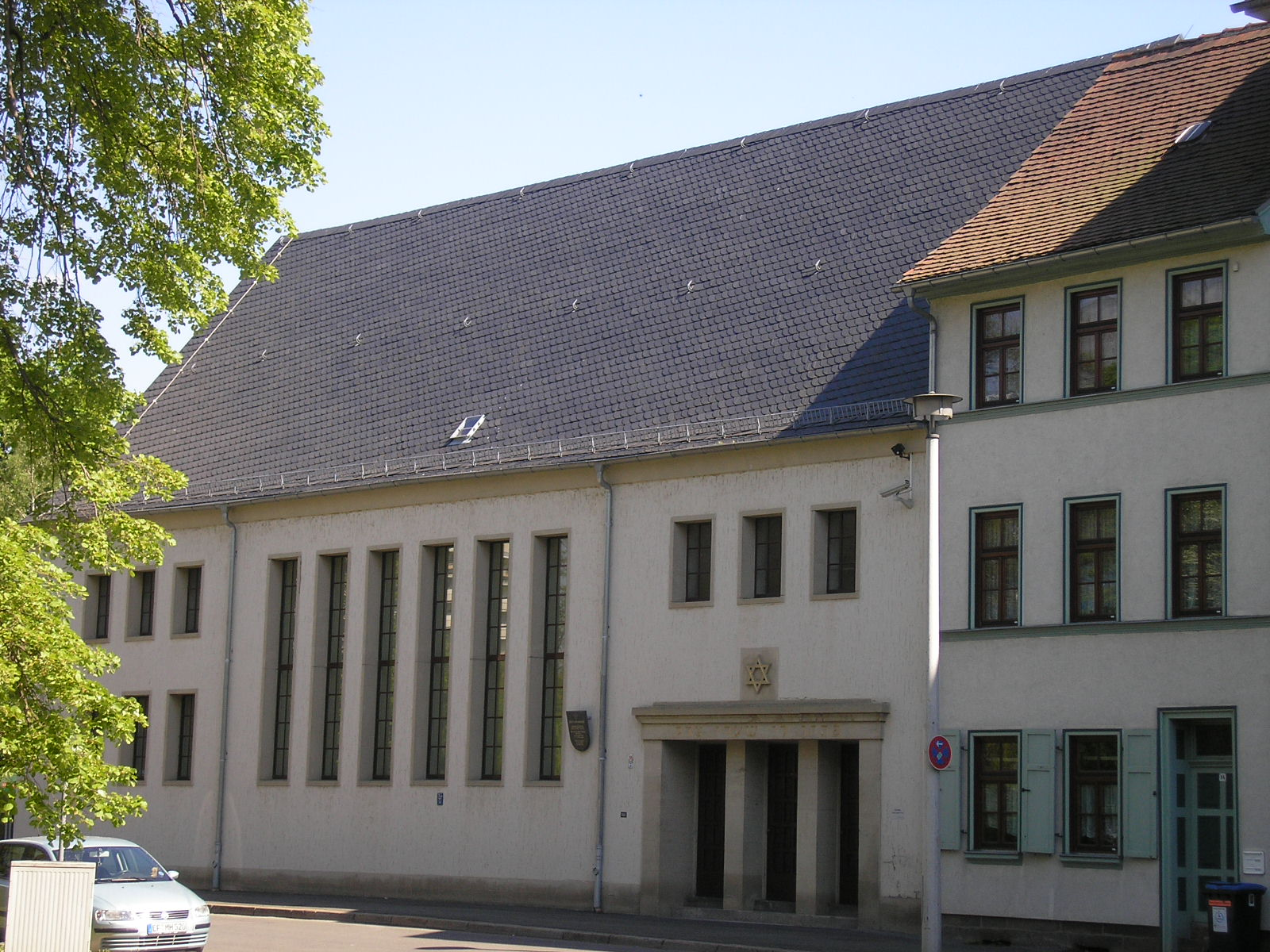
Die Neue Synagoge ist die einzige in der DDR gebaute Synagoge

### Geschichte
Im Jahre 742 gründete Bonifatius das Bistum Erfurt, das jedoch bereits im Jahre 755 in das Bistum Mainz eingegliedert wurde. Somit gehörte die Bevölkerung der Stadt Erfurt über viele Jahrhunderte zum Bistum Mainz. Im 14. Jahrhundert hatte die Stadt über 20 Pfarrkirchen sowie drei Kollegiatstifte und über zehn Klöster. Viele davon sind heute noch gut erhalten. Anfang des 16. Jahrhunderts war Martin Luther Student an der Universität Erfurt.
Die Stadt wandte sich später mehrheitlich der Reformation zu. Daher gab es innerhalb der Stadt starke Spannungen zwischen den Konfessionen. 1530 konnte im Hammelburger Vertrag die Gleichberechtigung der Konfessionen erreicht werden. Danach behielten die Protestanten acht Kirchen. Sie wurden von einem Senior geleitet. 1563 wurde ein Evangelisches Ministerium eingerichtet, dem als oberste Kirchenbehörde die Verwaltung der Protestanten oblag.
Nach dem Übergang der Stadt Erfurt an Preußen 1815 wurden in der Folgezeit auch die kirchlichen Strukturen neu geordnet. Die Erfurter Protestanten wurden Glieder der mit der Bildung der preußischen Provinz Sachsen errichteten Provinzialkirche Sachsen. 1817 wurden in ganz Preußen lutherische und reformierte Gemeinden zu einer einheitlichen Landeskirche (Unierte Kirchen) vereinigt. Danach gehörten alle evangelischen Kirchengemeinden Erfurts zur Evangelischen Kirche in Preußen, beziehungsweise zu deren Kirchenprovinz Sachsen, deren Oberhaupt der jeweilige König von Preußen als summus episcopus war. Die Kirchenprovinz Sachsen blieb Teil dieser Landeskirche, die sich ab 1922 Evangelische Kirche der altpreußischen Union nannte, nachdem das Landesherrliche Kirchenregiment 1918 fortgefallen war. 1947 wurde sie als Evangelische Kirche der Kirchenprovinz Sachsen eine selbständige Landeskirche mit einem Bischof an der Spitze. Zum 1. Januar 2009 erfolgte der Zusammenschluss mit der Evangelisch-Lutherischen Kirche in Thüringen zur Evangelischen Kirche in Mitteldeutschland. Die protestantischen Kirchengemeinden Erfurts gehören – sofern es sich nicht um Freikirchen handelt – zum Kirchenkreis Erfurt innerhalb der Propstei Erfurt-Nordhausen, deren Sitz sich in Erfurt befindet. Der Kirchenkreis hatte im Jahr 2003 etwa 28.000 Mitglieder.
Als Reaktion auf die 1817 erfolgte Vereinigung der lutherischen und der reformierten Kirche in Preußen durch König Friedrich Wilhelm III. per Kabinettsorder entstand die Evangelisch-Lutherische (altlutherische) Kirche Preußens. Die Altlutheraner bestanden auf Religionsfreiheit, indem sie uneingeschränkt lutherische Gottesdienste, Verfassung und Lehre forderten, die ihnen jedoch nicht gewährt wurde. Nach harter Verfolgungszeit seitens des Staates und unter Billigung des landeskirchlichen Konsistoriums konnte sie sich 1841 unter König Friedrich Wilhelm IV konstituieren und wurde unter harten Auflagen geduldet. Mitten in der Verfolgungszeit entstand 1836 mit dem Austritt von 21 Familien aus der unierten Landeskirche die Evangelisch-Lutherische Christuskirchengemeinde, die sich dem Oberkirchenkollegium der evangelisch-lutherischen (altlutherischen) Kirche in Breslau unterstellte. Geweiht wurde ihre Kirche in der Tettaustraße aber erst 1913. Diese Kirchengemeinde gehört heute zum Kirchenbezirk Sachsen-Thüringen der Selbständigen Evangelisch-Lutherischen Kirche.
Die römisch-katholischen Pfarrgemeinden der Stadt gehörten ab 1821 zum Bistum Paderborn. Nach dem Preußischen Konkordat von 1929 erfolgte eine Neuordnung der Gebiete der römisch-katholischen Bistümer. Die Gemeinden in Erfurt kamen zum Bistum Fulda. Nach dem Zweiten Weltkrieg wurde es für den Bischof immer schwerer, seine Amtsgeschäfte im Ostteil seines Bistums wahrzunehmen. Ebenso erging es dem Bischof von Würzburg, dem die südlichen Pfarrgemeinden Thüringens zugeordnet waren. 1946 wurde daher in Erfurt für die DDR-Gebiete der Bistümer Fulda und Würzburg ein Generalvikar eingesetzt, der 1953 zum Weihbischof und 1967 zum Bischöflichen Kommissar ernannt wurde. Durch die Neuordnung der römisch-katholischen Kirche in der DDR wurden die Gebiete ausgegliedert und per Dekret des Heiligen Stuhls am 20. Juli 1973 dem Bischöflichen Amt Erfurt-Meiningen zugeordnet und damit formell von ihren bisherigen Bistümern abgetrennt. Leiter dieses Bischöflichen Amtes wurde ein Apostolischer Administrator, der Titularbischof war. Am 14. Juni 1994 wurde das Bischöfliche Amt Erfurt-Meiningen zum Bistum Erfurt erhoben und der Kirchenprovinz Paderborn zugeordnet. Die Rechtswirksamkeit erfolgte zum 7. Juli 1994. Die Pfarrgemeinde in Erfurt gehört somit heute zum Dekanat Erfurt innerhalb des Bistums Erfurt. Im Jahr 2003 gab es etwa 14.000 römische Katholiken in Erfurt.
Neben den beiden großen Kirchen gibt es auch noch eine kleine Gemeinde der Alt-Katholischen Kirche, die in der Michaeliskirche ansässig ist, sowie Gemeinden, die zu Freikirchen gehören, darunter eine Evangelisch-methodistische Kirche (Ägidienkirche), eine Freie evangelische Gemeinde, eine Adventgemeinde, die Jesus Freaks, eine Missionsgemeinde und das Christus-Zentrum. Ferner sind die Neuapostolische Kirche, die Christengemeinschaft, die Zeugen Jehovas, die Apostolische Gemeinschaft sowie die Kirche Jesu Christi der Heiligen der Letzten Tage in Erfurt vertreten.
Erfurt ist darüber hinaus auch der Sitz der jüdischen Gemeinde von Thüringen, die etwa 650 Mitglieder hat. Von diesen leben 350 in Erfurt selbst. In der Stadt findet sich die einzige in der DDR gebaute Synagoge, die Neue Synagoge, die als Gebets- und Gemeinderaum genutzt wird, sowie die Alte Synagoge, mit über 900 Jahren eine der ältesten erhaltenen Synagogen Europas, und die Kleine Synagoge, die heute Museum und Begegnungsstätte sind. Als Zeugnis der früheren Gemeinde wurde im Frühjahr 2007 das alte rituelle Bad, die Mikwe nahe der um 1100 gebauten Alten Synagoge bei Erdarbeiten unweit der Krämerbrücke mit einem weitgehend erhaltenen Tonnengewölbe zufällig wiederentdeckt. Die Mikwe ist seit 1250 bezeugt.
Auch andere Weltreligionen sind in Erfurt anzutreffen. Beispiele hierfür sind das Islamische Zentrum in der Leipziger Straße und auch das Buddhistisches Zentrum Erfurt in der Stauffenbergallee.

### Statistik
Traditionell katholische Dörfer im heutigen Erfurter Stadtgebiet waren die vier ehemaligen kurmainzischen Küchendörfer Daberstedt, Dittelstedt, Hochheim und Melchendorf, während alle übrigen Stadtteile traditionell evangelisch geprägt waren. Die Bevölkerung der Stadt Erfurt war im Jahre 1793 zu etwa zwei Dritteln evangelisch und zu einem Drittel katholisch. Auch kurz nachdem der kurmainzische Erfurter Staat an Preußen gefallen war, lag das Verhältnis im Jahre 1804/1805 noch unverändert bei etwa 2:1. Seit dem 19. Jahrhundert sinkt der Katholikenanteil, wohingegen der der Protestanten bis zum Ersten Weltkrieg zunächst stieg. In der folgenden Tabelle sind die Konfessionszugehörigkeiten der Erfurter Bevölkerung von 1837 bis 1939 dargestellt:
| [ 19 ] [ 20 ] |                                                       | Protestanten | Protestanten | Katholiken | Katholiken | Sonstige Christen | Sonstige Christen | Juden  | Juden  | Sonstige bzw. Konfessionslose | Sonstige bzw. Konfessionslose |
| Jahr          | Einwohnerzahl der Stadt bzw. des Stadtkreises Erfurt1 | Anzahl       | Anteil       | Anzahl     | Anteil     | Anzahl            | Anteil            | Anzahl | Anteil | Anzahl                        | Anteil                        |
| ------------- | ----------------------------------------------------- | ------------ | ------------ | ---------- | ---------- | ----------------- | ----------------- | ------ | ------ | ----------------------------- | ----------------------------- |
| 1837          | 24.308                                                | 19.017       | 78,23 %      | 5.142      | 21,15 %    | –                 | –                 | 149    | 0,61 % | –                             | –                             |
| 1890          | 72.360                                                | 61.104       | 84,44 %      | 10.122     | 13,99 %    | N/A               | –                 | 746    | 1,03 % | 388                           | 0,54 %                        |
| 1900          | 85.202                                                | 73.268       | 85,99 %      | 10.666     | 12,52 %    | N/A               | –                 | N/A    | –      | 1.268                         | 1,49 %                        |
| 1910          | 111.463                                               | 96.861       | 86,90 %      | 12.563     | 11,27 %    | N/A               | –                 | N/A    | –      | 2.039                         | 1,83 %                        |
| 1925          | 135.579                                               | 115.578      | 85,25 %      | 13.466     | 9,93 %     | 241               | 0,18 %            | 819    | 0,60 % | 5.475                         | 4,04 %                        |
| 1933          | 144.879                                               | 121.267      | 83,70 %      | 14.322     | 9,89 %     | 45                | 0,03 %            | 831    | 0,57 % | 8.414                         | 5,81 %                        |
| 1939          | 159.201                                               | 126.080      | 79,20 %      | 16.982     | 10,67 %    | 906               | 0,57 %            | 261    | 0,16 % | 14.972                        | 9,40 %                        |

1 Die Zahlen für 1837 beziehen sich auf die Zivilbevölkerung.

Im Jahr 1837 lag der Anteil der Protestanten unter der Zivilbevölkerung bereits bei ungefähr 78 Prozent, während sich der der Katholiken nunmehr auf etwa 21 Prozent belief. Bis 1890 verringerte sich ihr Anteil weiter auf etwa 14 Prozent. Nach der Eingliederung der mehrheitlich protestantischen Ortschaft Ilversgehofen am 1. April 1911 fiel der Wert auf unter 10 Prozent, überschritt diese Marke nach der Eingemeindung der mehrheitlich katholischen Ortschaften Hochheim und Melchendorf am 1. April 1938 jedoch zunächst wieder. Spätestens seit den Eingemeindungen des Jahres 1950 liegt der Anteil der katholischen Erfurter an der Gesamtbevölkerung im einstelligen Bereich. Nach der Wende betrug der Anteil der Katholiken in Erfurt mit Stand von 1992 gut 8 Prozent und fiel nach den umfangreichen Eingemeindungen des Jahres 1994 unter diesen Wert. Der Anteil der Protestanten stieg bis zum Ersten Weltkrieg auf etwa 87 Prozent an, begann während der Weimarer Republik zu sinken und unterschritt vor Beginn des Zweiten Weltkriegs die 80-Prozent-Marke. 
Während die Mitgliedschaft in den beiden großen Kirchen im 20. Jahrhundert zurückging, stieg der Anteil der Konfessionslosen von 0,5 Prozent im Jahre 1890 über 4 Prozent (1925) zur Zeit der nationalsozialistischen Diktatur auf knapp 10 Prozent an. Dieser Trend setzte sich während der Zeit der DDR in gesteigertem Maße fort. Dass der Anteil der Katholiken nach dem Zweiten Weltkrieg verhältnismäßig geringer zurückging als der der Protestanten, hängt zum einen mit den Einstellungen in der DDR zusammen, zum anderen mit einer stetigen Zuwanderung von Katholiken aus dem Eichsfeld, mit dem Erfurt aufgrund der gemeinsamen kurmainzischen Vergangenheit eine besondere historische Beziehung hat. Auch die Zuwanderung von Katholiken aus Westdeutschland und dem Ausland im Zuge des Aufbaus der Landesverwaltung nach 1990 und der gesellschaftlichen Umstrukturierung in Erfurt spielt hierfür eine Rolle. 
Nachdem es seit 1454 in Erfurt keine jüdische Gemeinde mehr gegeben hatte, wurde 1810 dem ersten Juden das städtische Bürgerrecht verliehen. Die daraufhin im frühen 19. Jahrhundert wieder gegründete jüdische Gemeinde hatte 1837 149 Mitglieder und erreichte um 1890 mit etwas mehr als einem Prozent ihren größten Anteil an der Stadtbevölkerung. Bis 1932 wuchs sie auf 1290 Mitglieder an. Bis 1939 sank die Zahl infolge der nationalsozialistischen Repressalien drastisch um über 1000 Personen auf 261 Mitglieder. Nach dem Holocaust erfolgte die Neugründung der Gemeinde durch einige wenige überlebende Erfurter Juden. Die Gemeinde wuchs zunächst durch den Zuzug schlesischer (vor allem aus Breslau) und osteuropäischer Holocaustüberlebender. Nach der Emigration vieler Gemeindemitglieder aufgrund der politischen Situation Anfang der 1950er-Jahre ging die Anzahl jüdischer Erfurter bis 1990 weiter auf 26 zurück. Durch Zuwanderung aus der ehemaligen Sowjetunion stieg sie bis 2005 wieder auf 400 und bis 2012 auf etwa 500 an. Die Jüdische Landesgemeinde Thüringen ist seit den 1950er-Jahren die einzige jüdische Gemeinde Thüringens.
Nach Angaben aus dem Melderegister waren zum 31. Dezember 2010 etwa 13,7 % der Bevölkerung der Stadt Erfurt evangelisch, rund 6,5 % römisch-katholisch, 0,2 % jüdischen Glaubens und 0,8 % gehörten einer anderen registrierten Religionsgemeinschaft (vor allem anderen christlichen Gemeinschaften wie der Neuapostolischen Kirche oder der Russisch-Orthodoxen Kirche) an. Danach sind 78,8 % der Erfurter Bevölkerung konfessionslos oder einer anderen nicht-registrierten Religionsgemeinschaft zugehörig. Erfasst wird im Melderegister nur die Zugehörigkeit zu Religionsgemeinschaften, die eine Körperschaft des öffentlichen Rechts darstellen, was insbesondere beim Islam, aber beispielsweise auch beim Buddhismus nicht der Fall ist. Um den Anteil der Muslime zu schätzen, wird in der Statistik in Deutschland häufig die Anzahl der Ausländer aus mehrheitlich muslimischen Herkunftsländern angegeben. In Erfurt sind dies etwa 1300 Personen, was einem muslimischen Bevölkerungsanteil von ungefähr 0,65 % entspräche, jedoch Nichtmuslime und Eingebürgerte aus diesen Staaten berücksichtigt bzw. außen vor lässt und deshalb nur relativ ungenau ist, zumal ein beträchtlicher Teil der Zugewanderten aus zentralasiatischen Ländern der durch Atheismus und vielfältige Minderheiten geprägten ehemaligen Sowjetunion stammt. 
Auch sagt die bloße Mitgliedschaft in einer solchen Körperschaft nichts über die tatsächlich praktizierte Religiosität aus. So ist die Zahl der Gottesdienstbesucher in den beiden größeren christlichen Kirchen nochmals deutlich geringer (im gesamtdeutschen Durchschnitt waren es 2008 etwa 5 % aller Protestanten und etwa 13 % aller Katholiken) als die Mitgliederzahl, während Personen ohne erfasste Religionsgemeinschaft durchaus eine Religion praktizieren können. In einer repräsentativen Haushaltebefragung der Erfurter Statistikstelle aus dem Jahr 2011 bezeichneten sich 11 % der Befragten als religiös und 81 % als nicht religiös. Bei den 18- bis 24-Jährigen waren es 9 % und 88 % und bei den über 65-Jährigen 14 % und 70 %.

## Eingemeindungen
Folgende Gemeinden und Gemarkungen wurden nach Erfurt eingemeindet:
| Datum             | Eingemeindete Orte |
| ----------------- | --- |
| 1813 (1)          | Daberstedt |
| 1911, 1. April    | Ilversgehofen |
| 1937              | Teile der Marbacher Ortsflur |
| 1938, 1. April    | Hochheim, Melchendorf sowie Teile der Binderslebener und der Salomonsborner Ortsflur |
| 1950, 1. Januar   | Bischleben-Stedten, Dittelstedt und Rhoda |
| 1950, 1. Juli     | Bindersleben, Gispersleben, Marbach, Möbisburg und Schmira |
| 1994, 1. April    | Alach, Ermstedt, Frienstedt, Gottstedt, Salomonsborn und Schaderode |
| 1994, 1. Juli     | Azmannsdorf, Büßleben, Egstedt, Hochstedt, Kerspleben, Kühnhausen, Linderbach, Mittelhausen, Molsdorf, Niedernissa, Rohda, Schwerborn, Stotternheim, Tiefthal, Töttleben, Urbich, Vieselbach, Wallichen, Waltersleben und Windischholzhausen |
| 1994, 12. Oktober | Töttelstädt |

(1): Das Dorf Daberstedt wurde 1813 von Napoleonischen Truppen zerstört und nicht wieder aufgebaut. Die Ortsflur wurde daraufhin geteilt, wobei der nördliche Teil zur Stadt Erfurt und der südliche zu Melchendorf kam.